# 三越
三越（みつこし、英: Mitsukoshi）は、三越伊勢丹ホールディングス傘下の三越伊勢丹が運営する呉服店を起源とする日本の老舗百貨店である。1673年（延宝元年）創業。
また、株式会社三越（英: Mitsukoshi, Limited）は、2011年3月31日までこれを運営していた企業である。戦前の三井財閥及び、現在の三井グループの源流企業であった。

## 概要
商号の「三越」は、三井財閥の創業者である三井家の「三井」と創業時の日本橋の呉服店「越後屋」からとったもので、1904年に「合名会社三井呉服店」から「株式会社三越呉服店」へ改称した際からのものである。三越日本橋本店は日本の百貨店の始まりとされる。1935年に竣工した日本橋本店の本館は、国の重要文化財に指定されている。現在の同店のキャッチフレーズは、「飾る日も 飾らない日も 三越と」「This is Japan」。
江戸時代の1673年（延宝元年）に江戸本町一丁目14（後の駿河町、現・東京都中央区日本橋室町の一部）において、「店前現銀売り（）」や「現銀掛値無し（）」「小裂何程にても売ります（切り売り）」など、当時では画期的な商法を次々と打ち出して名をはせた、呉服店の「越後屋」（ゑちごや）として創業。現在では当たり前になっている正札販売を世界で初めて実現し、当時富裕層だけのものだった呉服を、ひろく一般市民のものにした。1928年には「株式会社三越」となった。店舗入り口にあるライオン像が特徴的。
「三越」改称の案内の際に「デパートメントストア宣言」を行い、そのことを以て日本での百貨店の歴史が始まりとすることが多い（実際の百貨店化の動きなどの日本の百貨店の始まりについての詳細は日本の百貨店の歴史参照）。また三井財閥（現三井グループ）のルーツとなった「越後屋」の呉服店事業を引継いだため、「三井財閥（現三井グループ）の礎を築いた企業である」とされることも多いが、企業としての三越としてみるならば、三井の事業から呉服店部門のみを「合名会社三井呉服店」として分離したのが始まりである。
直営店は東京都心にある日本橋本店・銀座店の2店舗のみである。名古屋三越や福岡三越などは三越伊勢丹ホールディングス傘下の地域子会社が、地区ごとに運営を行っている。1970年代には小売業で売上高日本一の地位であったが、売上高営業利益率はグループ連結で1.09 %、百貨店事業単独で0.799 %と百貨店業界の中でも不振が続いていたため、2008年9月に百貨店4店舗・小売店2店舗の閉鎖を発表し、店舗の整理を始めた。2003年9月1日に、当時の「株式会社三越」とその子会社である「株式会社名古屋三越」「株式会社千葉三越」「株式会社鹿児島三越」「株式会社福岡三越」の百貨店5社が新設合併し、新「株式会社三越」が設立された。
最終的には同じく老舗百貨店の伊勢丹に救済されることとなり、2008年4月1日に「三越伊勢丹ホールディングス」を設立して伊勢丹と経営統合した。株式交換比率は伊勢丹株1に対し三越株0.34である。三越と伊勢丹の経営統合は、三越の長期低迷に危機感を持っていた三井住友銀行が三菱東京UFJ銀行（現・三菱UFJ銀行）を通じて伊勢丹側に持ちかけたとされる。また、経営統合後の再編方針により、2010年4月1日付で関東以外の店舗を分離したほか、同年10月1日に伊勢丹傘下だった岩田屋と福岡三越（いずれも福岡市）が合併し、「株式会社岩田屋三越」が誕生した。残った店舗については、2011年4月1日に伊勢丹と合併して発足した「株式会社三越伊勢丹」の運営となった。また、同日には、札幌丸井今井と札幌三越の両社も統合し（存続会社は札幌丸井今井）、「株式会社札幌丸井三越」が発足している。

## 沿革

### 越後屋・三井呉服店時代
- 1673年 - 伊勢商人・三井家の三井高利が江戸本町一丁目（現在の日本銀行辺り）に、呉服店「越後屋」を開業（間口9尺の小さな借り店舗）。
- 1683年 - 大火にあい、本町から駿河町に移転し、両替店（現在の三井住友銀行）を併置。
- 1691年 - 大坂・高麗橋一丁目に越後屋大阪店と両替店を開設。
- 1837年 - 大塩平八郎の乱で大坂店が襲撃され全焼。
- 1872年 - 三井大元方（三井家全事業の統括機関）から分離して、新たに名目上の一家「三越家」名義で経営。三井得右衛門が三越得右衛門と改姓。大隈重信、渋沢栄一、井上馨らから呉服店の分離を迫られ、三越家の設立[6]。
- 1875年 - 大坂店が規模を縮小し高麗橋三丁目に移転。
- 1888年 - 駿河町に「三越洋服店」開店。
- 1893年9月7日 - 越後屋を「合名会社三井呉服店」に改組。
- 1894年 - 大阪店が高麗橋二丁目堺筋角に復帰。
- 1895年 - 三井高堅が社長に就任。益田孝が相談役に就任。高橋義雄が理事に就任。大元方の監督下入りし、経営の大改革に着手。11月には土蔵造り2階の大広間を打ち抜き陳列場として帳場座売りを廃止。
- 1900年 - 座売りを全廃。階下の座売場も陳列場となり全館開場。開店から客が流れ込み午前10時には表戸を閉切りにする程の盛況。女子社員の採用開始。

### 株式会社三越呉服店時代

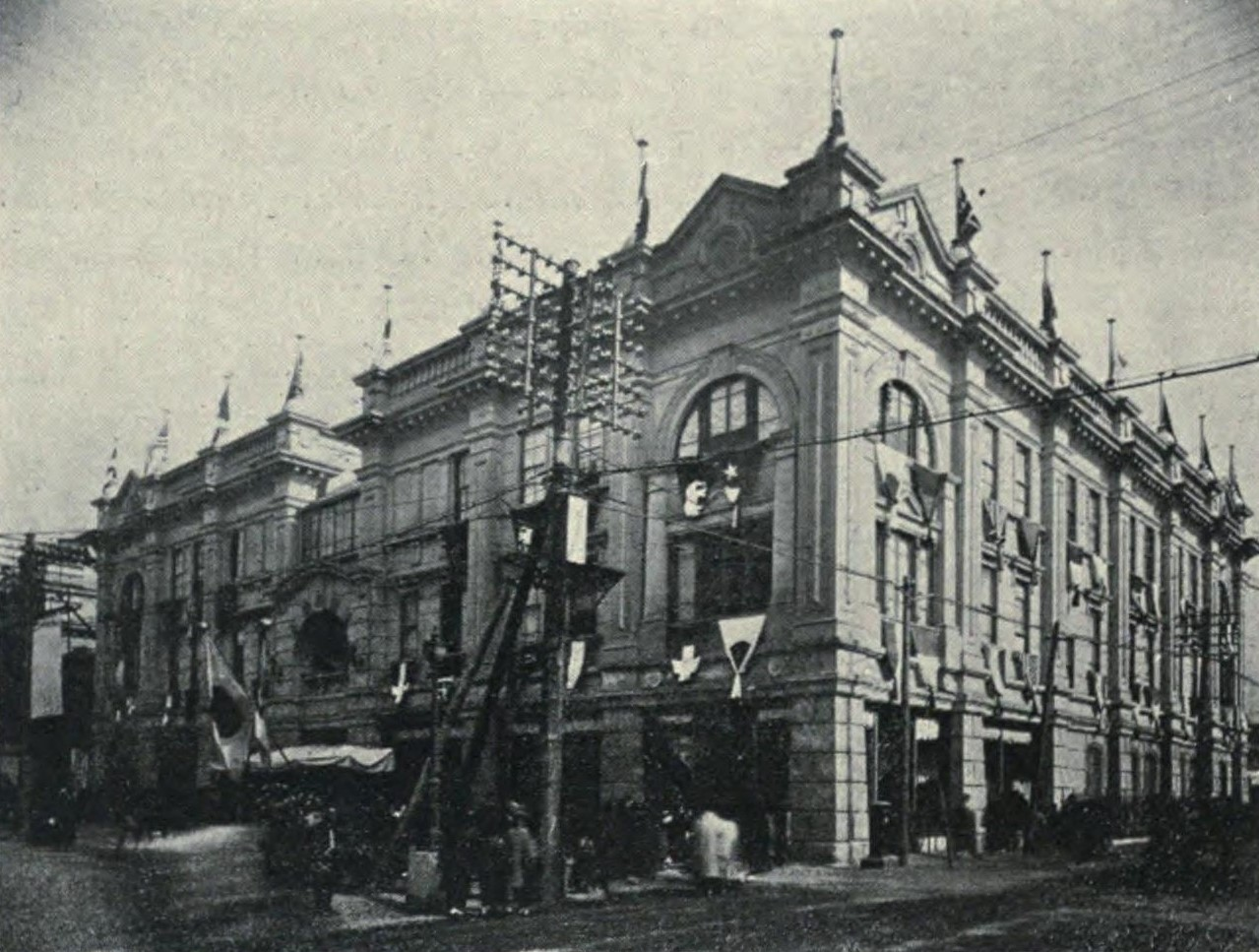
明治時代の三越百貨店

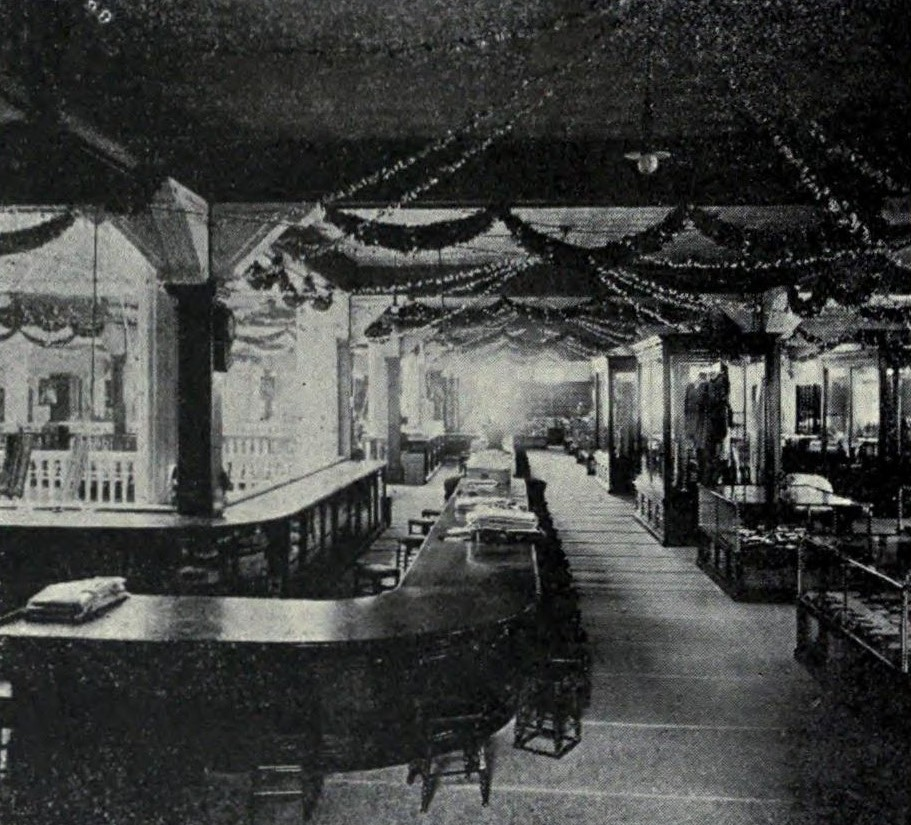
フロアカウンター。明治時代

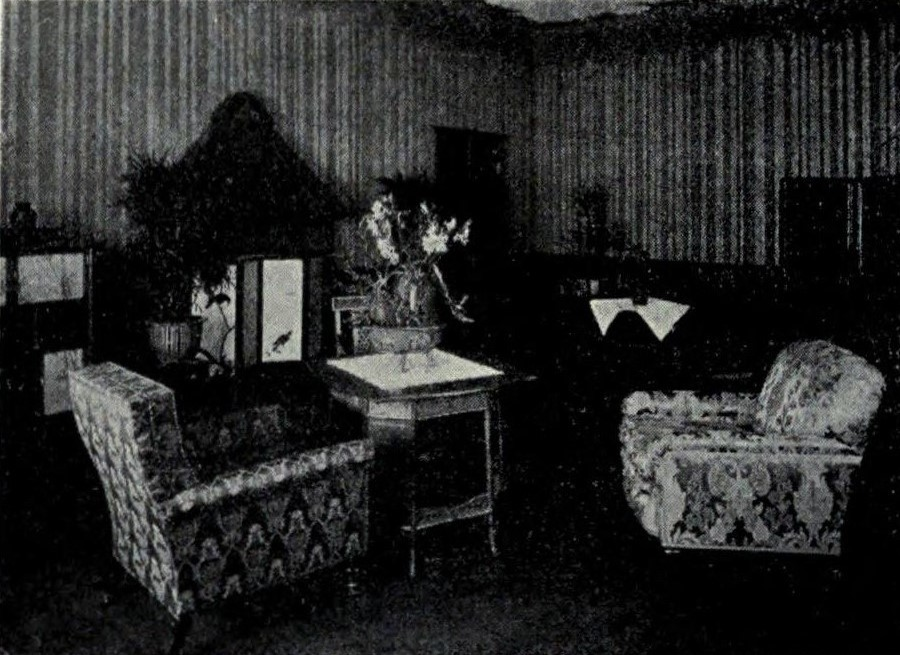
三階休憩室の「竹の間」。煤竹の腰羽目に、竹が描かれた絹貼りの壁。休憩室は各階にあり、一、二階はヨーロッパ調。和洋折衷の竹の間は三越が装飾を手掛けた在仏日本大使館の「竹の間」と同じ意匠。明治時代

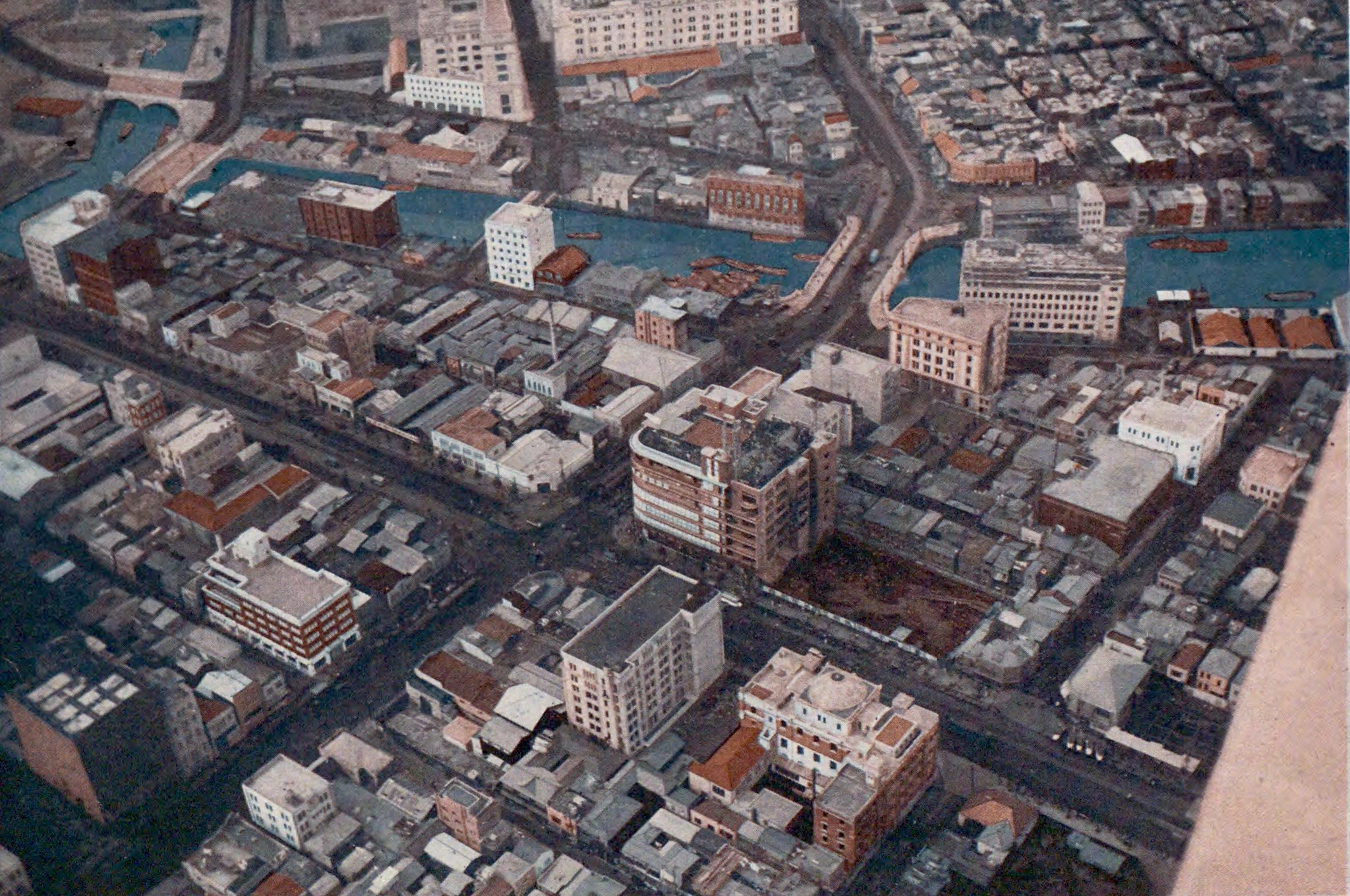
空から見た三越日本橋店（上部の建物）。昭和初期

- 1904年12月6日 - 「株式会社三越呉服店」を設立。本店東京、資本金50万円。初代専務に日比翁助が就任。12月21日開業。
顧客や取引先に三井・三越の連名で、三越呉服店が三井呉服店の営業をすべて引き継いだ案内と、今後の方針として「デパートメントストア宣言」を行い、日本初の百貨店となる。
- 1905年 - 年に主要新聞や雑誌等に「デパートメントストア宣言」広告掲載。
  - 日本初の自動車（配達用）を導入。
  - 店頭に大イルミネーションが設置。
  - 化粧品、帽子の販売を開始。
  - 「光琳遺品展覧会」を開催。
- 1906年 - 朝鮮京城（現・韓国ソウル）に出店。
- 1907年 - 日本橋本店内に食堂と写真室を開設。
  - 鞄、履物、洋傘等の取扱品目を追加。
  - 旧越後屋跡地に大阪店開店。
  - 「新美術部」を開設（大阪店9/15、日本橋店12/1）。
- 1909年 - 少年音楽隊、メッセンジャーボーイが編成される。1915年「三越音楽隊」に改称、1925年解散。「日常的に店内で演奏するほか、三越のさまざまな催し物に出演した。また外部からの出演依頼にも応じた」[8]。
- 1911年 - ポスターの図案を懸賞公募。
  - 写真室にカラー写真導入。
  - 電話による注文受付開始。
  - 大阪店 木造30mの飾り窓付き2階建新館が落成。
- 1913年 - 帝国劇場のパンフレットに広告。「今日は帝劇、明日は三越」のコピーが流行。

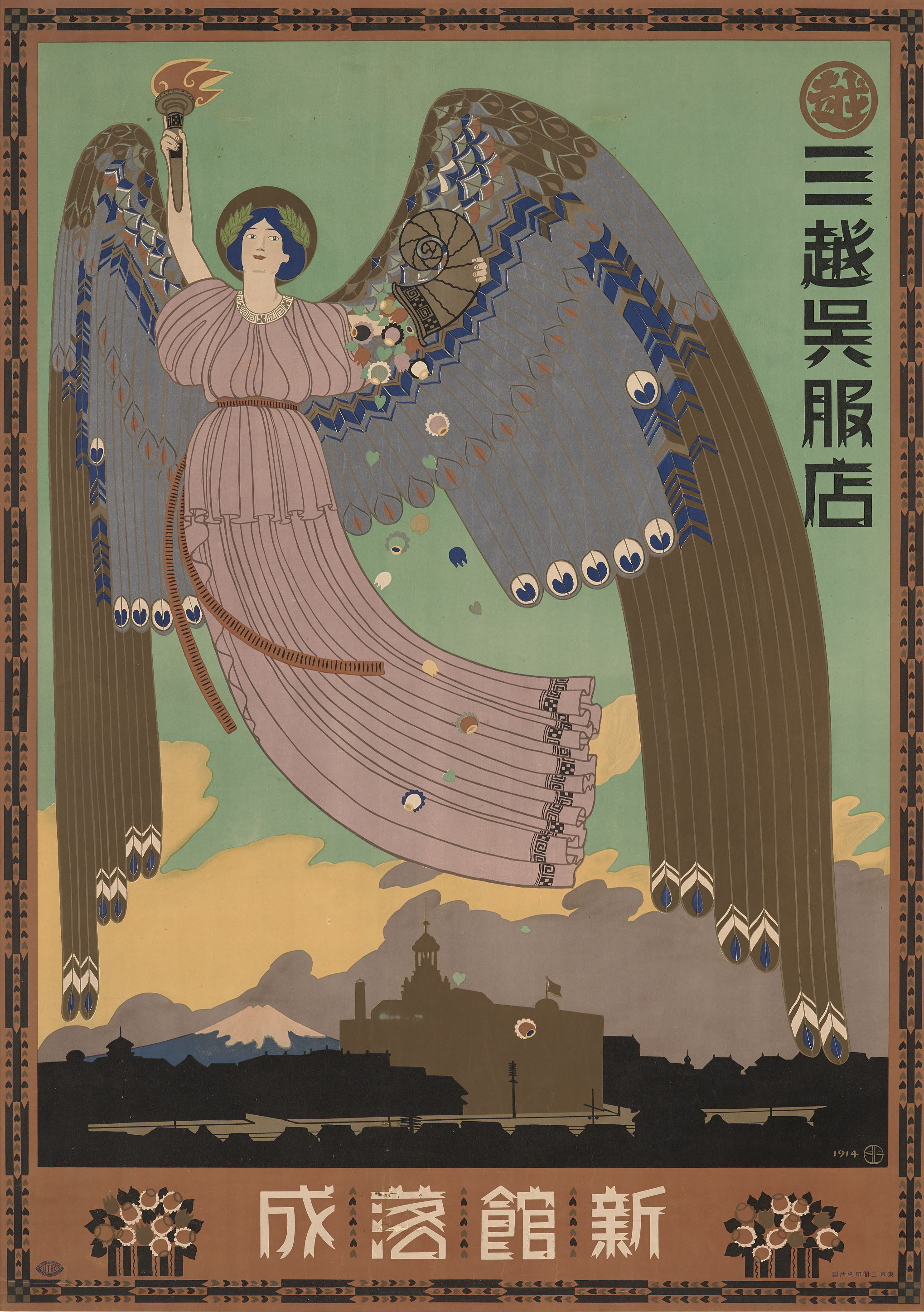
三越呉服店 新館落成ポスター（杉浦非水デザイン1914年（大正3年））

- 1914年 - 日本橋本店 ルネッサンス様式の新館 落成[9]。鉄筋地上5階・地下1階建てで「スエズ運河以東最大の建築」と称され、アール・デコ調の内装と合わせ建築史上に残る傑作といわれた。
  - 新築から後の昭和の増改築まで横河工務所が一貫して行い、その多くは中村伝治が主担当であった[10]。
  - 日本初のエスカレーターと、エレベーター、スプリンクラー、全館暖房などの最新設備が備えられた。
  - 屋上庭園、茶室、音楽堂、正面玄関に「ライオン像」などを設置。
  - 「第一回再興院展」を開催。
- 1916年 - 金字塔に天気予報信号旗を掲揚。テレスコープ設置。
- 1917年 - 大阪店新館が開店し地下1階地上7階の大阪最大のルネッサンス式建物となる。
  - 日本橋本店の中央ホールに巨大扇風機が設置される。
- 1920年 - 大阪店が東館完成により全館開店。
- 1921年 - 大阪店、西日本の百貨店では初の下足預かり廃止。
- 1923年8月5日 - 日本橋店にて日本初のデパートのバーゲンセール開催。
  - 関東大震災により日本橋本店と丸ノ内別館 焼失。
- 1925年 - 大阪店屋上にて大阪放送局（現NHK大阪放送局）が仮放送開始。
- 1927年 - 日本橋本店に三越ホール（現三越劇場）を開設。
  - 日本初のファッションショー開催。美容室設置。

### （初代）株式会社三越時代

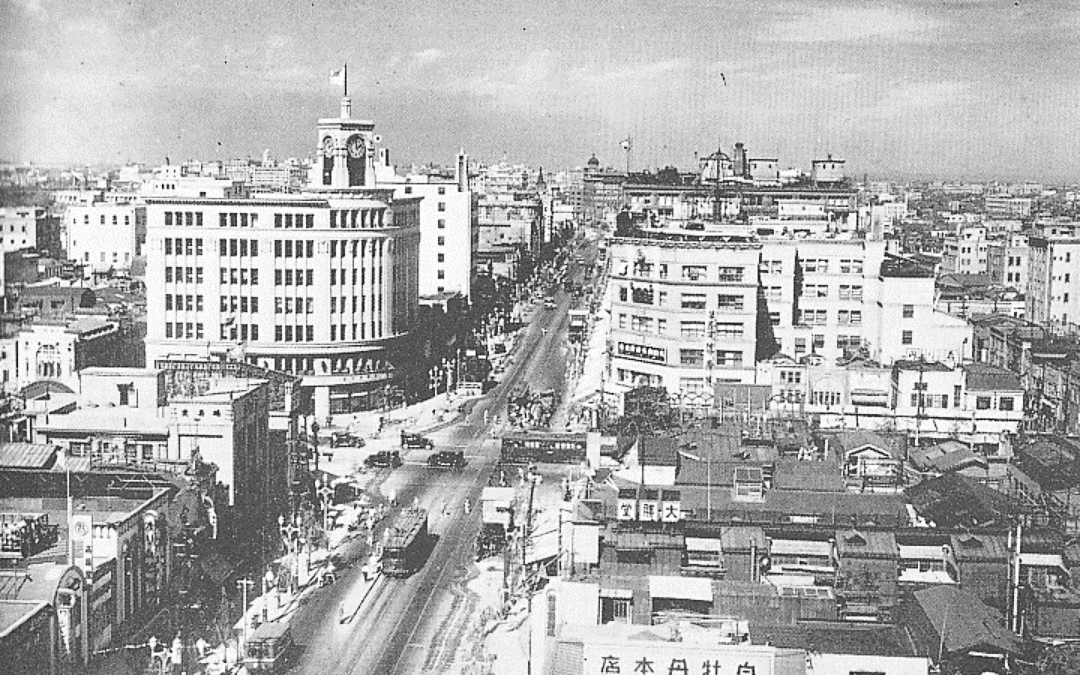
銀座四丁目交差点で向かい合う服部時計店（現・和光）と三越銀座店（1933年10月）

- 1928年6月1日 - 商号を「株式会社三越」に改める。
- 1929年 - 新宿店開店。
- 1930年 - 銀座店開店。
  - 本店食堂に「お子様洋食」登場。
  - 京城支店開店。
- 1931年 - 高松店開店。
- 1932年 - 三越が建設資金を負担し東京地下鉄道「三越前駅」が開業。日本橋本店地下売場と連絡。
  - 札幌店開店。
- 1933年 - 仙台店開店。
- 1935年 - 日本橋本館の増築改修工事が完了。中央ホールが完成。地上7階地下2階建て。完成した中央ホールにパイプオルガンが設置される。
- 1937年 - 大阪店改修工事が完成し新式冷房装置を新設。
- 1943年 - 岩瀬英一郎が社長就任。岩瀬（1894-1963、神奈川県出身）は、三井銀行ニューヨーク支店長・専務、東京電燈取締役を経て三越社長となり、戦後の三越再建を牽引した[11][12]。
- 1944年 - 本店に結婚式場開設。
- 1946年 - 戦後初の出店となる松山店開店。
- 1947年 - 財団法人三越診療所（現・三越厚生事業団）設立。
- 1950年 - 日本橋本店で、戦後初のファッションショー開催。同年、《マッカーサー元帥胸像》の除幕式を行う。
- 1951年 - 猪熊弦一郎のデザインによる包装紙「華ひらく」を全店で使用開始。
  - 12月18日 - 日本の百貨店で初のストライキ。「三越にはストもございます」と話題になる[13][14]。
- 1954年 - 「第一回無形文化財日本伝統工芸展」を開催。
- 1956年 - 日本橋本店で、パリー展開催。
- 1957年 - 日本橋本店屋上に、アメリカのディズニーランドを模した屋上遊園地を期間限定で開園する[15]。詳細はこどもの夢の国!楽しいディズニーランドを参照。
- 1958年 - 日本橋本店の第2期増改築工事が完成、全国一の規模となる。
- 1960年4月19日 - 三越創立50周年を記念して、日本橋本店中央ホールに、佐藤玄々製作の「天女像（まごころ）」設置。当日は、除幕式には各界名士、報道関係者など500人が招かれた。
- 1963年 - 松田伊三雄、社長就任。
- 1967年 - 高松店 戦災による改築のため一時閉店。
- 1968年 - 銀座店新築開店。枚方店開店。高松店が営業再開。
- 1970年 - 「大越百貨店」グループ入りにより、「沖縄三越」に社名変更
- 1971年 - 日本の小売業として初めて売上高が1000億円を突破。
  - 海外第一号店、パリ三越開店（パリ2区）。
  - 銀座店内にマクドナルドの日本1号店が開店。
  - 札幌店新築オープン。
  - 「奈良屋」（千葉）と合弁にて「ニューナラヤ」を設立。
  - 「丸屋」（鹿児島）と業務提携。
- 1972年 - 創業300年記念式典を日本武道館で開催。岡田茂、社長就任。
- 1973年 - 広島店開店。
- 1974年 - 大阪店新館増築完成。
- 1975年 - 「オリエンタル中村百貨店」（名古屋）と業務提携。
  - ローマ三越開店。
- 1976年 - 大阪店全館改装オープン。
- 1978年 - 「小林百貨店」（新潟）と業務提携。
- 1979年 - ロンドン三越、デュッセルドルフ三越、ニューヨーク三越、ハワイ三越開店。
- 1980年 - 倉敷店開店。
  - 「オリエンタル中村百貨店」を「名古屋三越百貨店」、「小林百貨店」を「新潟三越百貨店」へ改称。
- 1981年 - 香港三越開店、フランクフルト三越、サンシャインシティ三越開店。
- 1982年 - 三越事件発生。取締役会で岡田茂社長（当時）の代表取締役および社長解任を決定。市原晃、社長就任。
  - フロリダ・ディズニーワールド三越開店。
- 1983年 - テレビショッピング新番組『レディス4』開始。
- 1984年 - 「ニューナラヤ」を「千葉三越」に、「丸屋」を「鹿児島三越」へ改称。
  - 香港三越九龍店開店。
- 1986年 - 英国のチャールズ皇太子・ダイアナ妃（当時）が日本橋本店に来店。坂倉芳明、社長就任。
- 1988年 - 三越洋服100年記念舞踏会開催。
- 1991年 - 台湾の新光集団と新光三越を設立。第一号店が台北に開店。
- 1992年 - パリ三越エトワール美術館を開館。
- 1994年 - 恵比寿店開店。
- 1995年 - 大阪店が阪神・淡路大震災により被災。被災した旧館部分を取り壊す。
- 1996年 - 三井住友カードとの提携により「三越カード」（旧・三越カード）誕生。
  - インターネット上に三越のホームページを開設。阪神大震災で被災した旧館跡地に新館をオープン。
- 1997年 - 福岡三越開店。坂倉芳明ゴルフ場事件（ゴルフ場開発で莫大な損益を出し社長を引責辞任）[16]。津田尚二、社長就任。
- 1998年 - 「顧客第一主義」の実現をめざし、営業本部制を導入。
- 1999年 - 井上和雄、社長就任。
- 2000年 - 読売ジャイアンツ優勝記念セールを初めて全店で開催。
- 2002年 - 札幌アルタと恵比寿店「グラススクエア」が開店。中村胤夫、社長就任。

### （2代目）株式会社三越時代

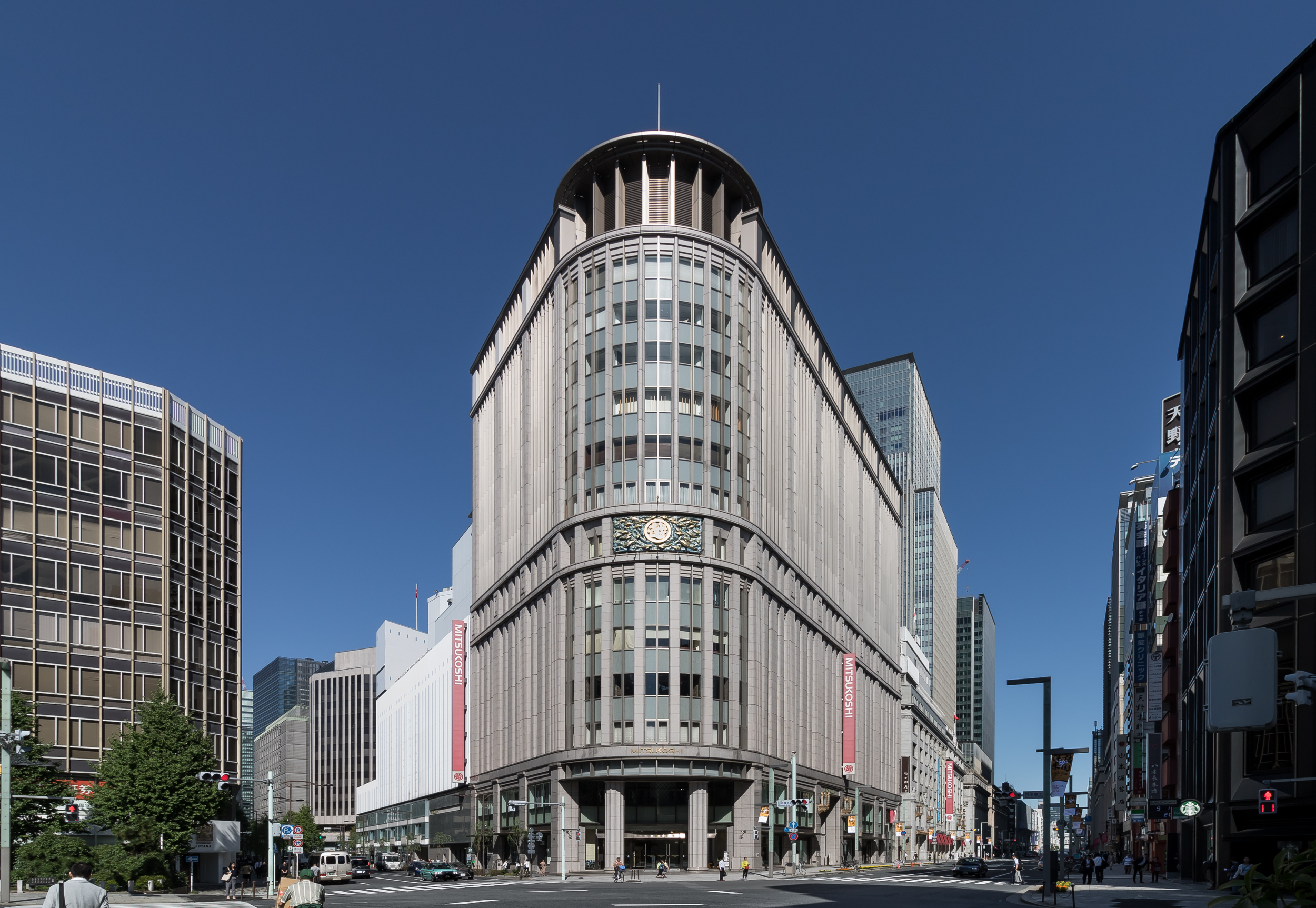
日本橋三越本店新館（2018年撮影）

- 2003年9月1日 - 子会社4社（千葉三越、名古屋三越、福岡三越、鹿児島三越）と合併（新設合併）により、（2代目）株式会社三越が誕生。
- 2004年 - デパートメントストア宣言から100年。日本橋本店に新・新館が完成。
- 2005年 - 名古屋栄店の隣接地に専門館「ラシック」開店。石塚邦雄、社長就任（戦後三越初の慶応卒以外の社長）。
  - 5月 - 「メセナアワード2005」メセナ大賞を受賞。
  - 5月5日 - 三越大阪店、枚方店、横浜店、倉敷店閉店。
- 2006年 - 初の郊外型店舗、武蔵村山店開店。（2009年3月1日閉店）
  - 日本郵政公社と各種物流における業務提携等及び新商品の共同開発を締結。
  - 「三越ゆめカード」店頭取扱終了。
- 2007年 - 鹿児島店にナムコとの共同プロデュースで百貨店初のフードテーマパーク「三越スイーツ庭園 in Kagoshima」を7階にオープン。
  - 2011年の大阪駅ビル内の出店に向けて、新梅田シティに「新店準備室大阪事務所」と「大阪ギフトサロン」（2011年1月10日に閉店）を開設。
- 2008年 - 伊勢丹との共同持株会社三越伊勢丹ホールディングスを設立。同社の完全子会社となる。
  - 11月24日 - 8月24日に閉店した仙台店隣の旧ファッションドーム141跡地の改装を行い、新たに定禅寺通り館としてオープン。これにより仙台店は仙台本館へと名称を変更。
- 2009年 - 猪熊弦一郎画伯デザインの紙袋が全店で使用終了し、新デザインへ移行完了。
- 2010年4月1日 - 地方直営店の大半を分社化。
  - 4月 - エムアイカード発行の「三越 M CARD」、「MI CARD」（新・三越カード）が誕生。
  - 9月11日 - 銀座店増床オープン。
- 2011年4月1日 - 当社を存続会社として伊勢丹を吸収合併し、株式会社三越伊勢丹に商号変更。

## 三井高利と越後屋

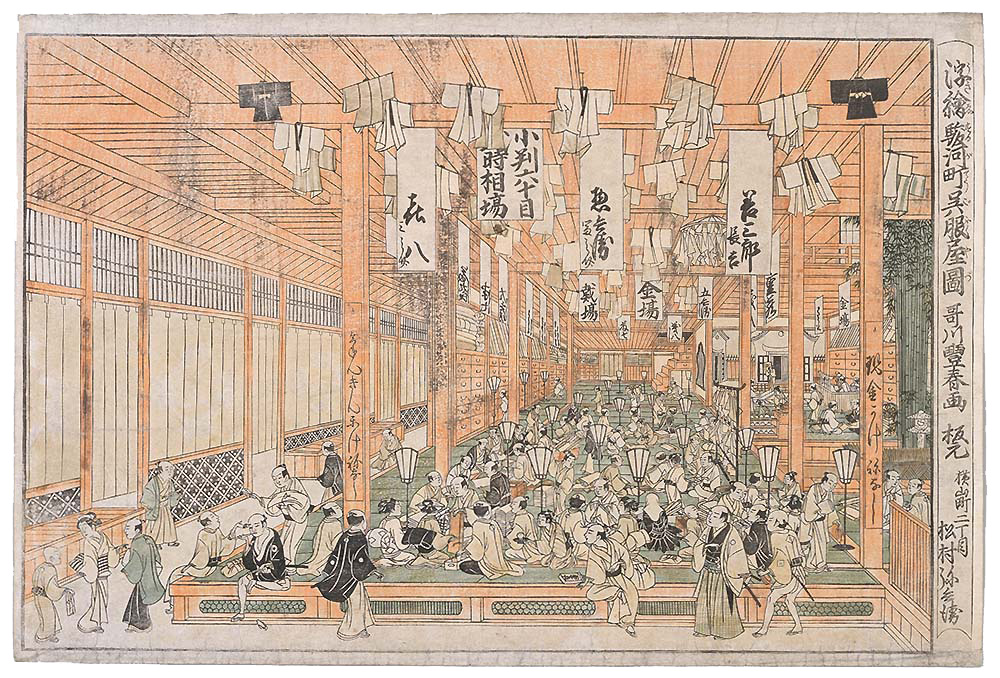
歌川豊春『浮絵駿河町呉服屋図』。江戸有数の大店として繁盛した越後屋の店内が浮絵様式で効果的に描写された作品で、手前両側の柱には「現金かけねなし」の文句が掲げられ、天井からは着物の見本や売り場の担当店員の名を記した幕が下がる。

三井家（三井財閥）の元祖である三井高利によって1673年（延宝元年）江戸本町一丁目の借店（かりだな）に「越後屋三井八郎右衛門」を創業。1683年（天和3年）には、駿河町（現在の日本橋三越本店所在地）へさらに営業を拡大させ移転。同時に両替店を開設し、この両替店は現在の「三井住友銀行」へと発展することになる。
そして駿河町に店を構えると江戸中に札（広告）を配り、下記のような当時では画期的な商法を次々と打ち出し、当時富裕層だけのものだった呉服を、ひろく一般市民のものにした。
店前現銀売り（たなさきげんきんうり）
現金をたてまえとした店頭販売の実現。当時、あらゆる商売は、得意先に行って注文を聞き、あとから品物を持って行く「見世物商い（みせものあきない）」か、直接商品を得意先に持って行く「屋敷売り」（これは現在でも「外商」として残っている）が普通だった。得意先は大名、武家、大きな商家で、支払いは年に一度の「極月払い」か、年に二回の「節季払い」だった。資金の回転がなく、回収不能など危険負担が大変大きかった。
現銀掛値無し（げんきんかけねなし）
当時、値切られることを考慮して客に最初に提示する値段を実際の売値より高く提示し、客によって値段を上げ下げするのが慣習だったが、「正札販売」、つまり値段を札に書いて商品につけて実際のその価格で販売。「正札付き現銀掛値なし」として定価販売を世界で初めて実現した。
小裂何程にても売ります（こぎれなにほどにてもうります―切り売り）
呉服屋では、反物単位の販売しか行なわなかったが、客の需要に応じての切り売りは一般庶民から大好評を博し「日本永代蔵」で「ビロウド一寸四方でも売っている〜一寸四方も商売の種〜」と描写される。

## 歴史に残る広告
呉服店から百貨店への移行期の三越の広告は、時代の最先端なものとして
広告史上忘れてはならないものとして語り継がれている。
- 1905年「デパートメントストアズ宣言」は元旦の全国主要新聞に掲載した全面広告。
  - 「当店販売の商品は今後一層その種類を増加し、およそ衣服装飾に関する品目は　一棟御用弁相成り候　設備致し、結局　米国に行はるるデパートメント、ストアの一部を実現致すべく候」
  - 従来の呉服屋を廃して、何でも揃うアメリカン・スタイルの百貨店を目指すことを宣言したもの。従来、老舗呉服店は、極限られた富裕層を対象にしたものだったのに対し、広く一般大衆に向けて、百貨店での買い物は遊園地のように楽しく「消費は美徳である」というイメージを植えつけていく戦略をとっていった。
- 1911年「春の売り出し用ポスター図案懸賞募集」実施。1等賞金は当時としては破格の1,000円。300人応募の中から橋口五葉の「此美人」が選ばれた。
- 1913年「今日は帝劇、明日は三越」 - 東宝が日本初の西洋式の劇場として帝国劇場を開設。来場客に無料で配付した一枚刷りの「筋書き」（プログラム）に掲載された広告のキャッチ・フレーズ。「帝劇での観劇」と「三越でのお買い物」は当時の有閑富裕階級の女性を象徴する一般庶民の憧れだと鮮烈に印象付けた。コピーライターは浜田四郎（三越の広告担当）。ポスター用の婦人画は竹久夢二だった。
- 1915年「春の売り出し」ポスター杉浦非水の「エンゼル」を採用。大胆な色彩と蝶の羽をつけた女性のイラストで、アール・ヌーヴォー風の画風が話題になった。非水は1934年まで三越の広告宣伝物の図案に携わっている。
- 1927年9月、日本初のファッションショーを開催。水谷八重子 (初代)、東日出子、小林延子の当時人気の三女優を「染織逸品会」の新衣装で登場させた。[18]
- しかし、1970年代以降、斬新な広告は伊勢丹、丸井、パルコといったより若い層にターゲットにした店に取って代わられるようになる。三越はCMキャラクターに当時、東宝の看板女優だった栗原小巻を起用。「贈り物は、やっぱり三越」と謳っていた。これは、「他の新しい百貨店とかスーパーなどではなく、ステータスの高い三越の包み紙で中元・歳暮は贈りましょう」というメッセージである。

## 海外デザイナーとの提携
大丸のディオール・サロンに対抗して、三越もパリのオートクチュール・メゾンと提携した。
- 1963年、ギィ・ラロッシュ（イブ・サンローラン、ピエール・カルダンと並ぶディオールの弟子3プリンス）- 型を輸入して自社サロンで製造する方式だったが一着15万円前後と高価なものだった。
- 1977年、アンドレ・クレージュ -プレタポルテを直輸入して販売するスタイルとしたが、やはり10万円前後と、一般大衆には手の届かないものだった。
- 同時期にアメリカンカジュアルとも提携。オスカー・デ・ラ・レンタ、ビル・カイザーマンなどニューヨーク・ファッションを取り入れた。これらは女性の社会進出に伴って、急増するニーズに応えるためのブランドだった。[19]

## 通信販売
- 1899年、郵便為替制度が制定されたのに対応し、地方の顧客からの手紙による注文を取り扱う「外売り係り通信部」を開始。これは髙島屋に続いて日本の百貨店として2番目の取り組み。
- 1903年、カタログ誌「時好」発行。
- 1910年、「時好」を「三越タイムズ」に改称。カタログ配布先名簿に登録された顧客数30万人、毎日の発送は1,000件を超え三越は通信販売業界1位となった。発送先には朝鮮、台湾も含まれていた。
- 1911年、電話注文を開始。
- 1924年、「三越カタログ」（総合）発行を開始[20]。同カタログのほか現在「定番物語」「美味通信」「快適生活人」などをテーマを絞った種類のものを多数出している。
- 1999年の歳暮期からコンビニエンスストアファミリーマートと提携しギフトの受付を開始。[21] 定番カタログの他、「ハロッズ」、「ケーファー」、「ペニンシュラホテル」など三越独占取り扱いブランド商品が含まれており、三越のギフトセンターまで出かけなくとも近所のコンビニで申し込めるようになった[22]。2013年現在の取り扱い品目330品目。ファミリーマート店舗は9,500。これによりギフトショップ・スタイルの小型店を自前で展開する必然性・意義も少なくなることになった。
- 2011年、通信販売事業部は「株式会社三越伊勢丹通信販売」として独立した。新事業として食品宅配事業「エムアイデリ」を開始。年配者の世帯。育児世代に加え、40-50代のミセスをコア・ターゲットにしている。[注釈 3]
  - この会社とは別にノベルティや香典返し、輸入ブランド品などのカタログ販売を行う「株式会社 三越伊勢丹ギフト・ソリューションズ」（2012年「レオドール貿易」から社名変更）も存在。同社では日本郵便との提携で国内郵便局からギフトの申し込みができる他、中国でも事業を展開している。
  - ※注）両社ともかつて通販事業を営んでいた「二光」（現.西友リテールサポート）とは無関係。（三越系食料品小売業の「二幸」は「三越伊勢丹フードサービス」に改称）

### テレショップ
かつてはテレショップも手がけていた。1970年、日本初の通販番組フジテレビの「東京ホームジョッキー」（運営はディノス。1972年から「リビング11」に改称）開始。この番組は1983年に終了するが、スタッフ、キャストがテレビ東京で、三越一社提供番組「レディス4」を開始することになった。同番組は2012年から「L4 YOU!」と改題されたが、「L4 YOU!」は2017年3月31日をもって終了したと同時に三越はテレショップから撤退した。当初は全国ネットだったが、ネット局は年々減少していき、末期は関東ローカルのみでの放送となっていた。 
この番組の他、ミニ番組「三越テレショップ」も1988年に開始されたが、こちらも2015年9月30日をもって全局終了した。商品紹介はスタジオアルタのディレクターが担当していた。
「三越テレショップ」最終回を放送したテレビ局は以下の通り。
| 放送対象地域 | 放送局                 | 系列           | 放送時間                    | 備考 |
| ------------ | ---------------------- | -------------- | --------------------------- | --- |
| 関東広域圏   | テレビ東京(TX)         | テレビ東京系列 | 月 - 金曜 13:32 - 13:35     | |
| 福島県       | テレビユー福島(TUF)    | TBS系列        | 月 - 金曜 15:52 - 15:55     | |
| 新潟県       | 新潟テレビ21(UX)       | テレビ朝日系列 | 月 - 金曜 11:57 - 12:00     | 『ワイド!スクランブル・第1部』（テレビ朝日制作）のローカル枠で放送 |
| 長野県       | 信越放送(SBC)          | TBS系列        | 月 - 金曜 15:55 - 16:00     | |
| 静岡県       | 静岡朝日テレビ(SATV)   | テレビ朝日系列 | 月 - 金曜 15:47 - 15:50     | |
| 広島県       | 広島ホームテレビ(HOME) | テレビ朝日系列 | 火 - 金曜 15:30頃 - 15:33頃 | |
| 愛媛県       | 南海放送(RNB)          | 日本テレビ系列 | 月 - 金曜 15:50 - 15:53     | 南海放送でのレディス4打ち切りに伴い、2005年4月ネット開始。 最後の3回に限り、『news every.』月 - 木曜日第1部（日本テレビ制作） の番販ネット開始に伴い、16:00頃 - 16:10頃の間のCM枠にて放送。 |
| 長崎県       | 長崎放送(NBC)          | TBS系列        | 月 - 金曜 18:52 - 18:55     | |
| 熊本県       | 熊本放送(RKK)          | TBS系列        | 月 - 金曜 14:55 - 15:00     | |

オンライン・ショッピングは、三越と伊勢丹（I On Line）が別々にあり、提携サイトとしてティファニーのサイトも独立してある。

#### 過去に放送した局
- TBC/東北放送（TBS系列）
- KKB/鹿児島放送（テレビ朝日系列） - 2005年ごろまで放送、平日13:55 - 13:58
- MBC/南日本放送（TBS系列） - 2014年10月1日～2015年3月31日 平日14:55 - 15:00（編成の都合上、最初の3回のみ14:50から放送）

## 大塚家具と協調販売
三越と大塚家具は、商品開発やホテルの内装を手掛ける建装事業などで、協力する方向性を打ち出した。
その手始めとして、年間20億円の赤字を出していた新宿店南館を1999年7月に閉館し、同年9月10日「IDC大塚家具新宿ショールーム」を賃貸入居させた。
その際、三越が大塚家具にお帳場客（上得意客）を紹介し、その客が大塚家具で家具を購入すれば、紹介手数料を受けるという契約も結んだ。ただし、この紹介制度は一定期間しか有効ではない。また、大塚家具は会員制を取っているので、一度目は「三越の紹介」扱いだったとしても、次からは「大塚家具」会員扱いになるため 紹介手数料は入らなくなる。
協調出店は、吉祥寺店や多摩センター店でも試みられたが、あまり芳しい実績とはならず、吉祥寺店は両社とも撤退、多摩センター店は大塚家具が立川高島屋への移転という形で終了している。現在は新宿店南館で家賃収入を得るだけの関係だが、赤字店舗をそのまま抱えるよりは良いという状況になっている。

## 読売ジャイアンツの優勝セール
2000年よりそごうから権利を引継ぎ、読売ジャイアンツのリーグ優勝および日本シリーズ優勝（または敗退）時に「ジャイアンツフェスタ」を実施していた。読売ジャイアンツの商標を使用してのセールには、読売新聞社への商標使用の許諾料を支払う契約に基づいており、期間中はおたのしみ袋やジャイアンツグッズの販売する権利を得ている。また、優勝パレードも日本橋本店前が起点で、銀座店を経由して銀座8丁目博品館前までのコースを辿る。
そごうの優勝セールはそごう東京店が1957年から有楽町の読売会館に入居していたためだが、同社が2000年に経営破綻し読売会館から撤退。読売新聞社が代わりの協賛企業を募集した結果、三越が引き継ぐことになった。その縁で三越は読売新聞社からプランタン銀座（現:マロニエゲート）の株式の30%の譲渡を受けることにもなった。マロニエゲートも読売新聞社が筆頭株主で、読売銀座ビルに入居していることから巨人の優勝セールを実施する。
三越の実施店舗は全国展開で、小型店（ギフトショップ）や海外店、提携店の沖縄三越まで含まれていた。ただし、名古屋三越、広島三越等、他球団のホームにある店舗では他の催しに差し替えられることがある。
2008年「三越伊勢丹ホールディングス」設立以降、実施店は伊勢丹直営店にも拡大した（静岡や関西では実施していない）。
三越伊勢丹における巨人の優勝セールは2014年が最後となり、2019年以降はブランドイメージ戦略から優勝セールの開催を見送っている。また、イトーヨーカ堂・セブン-イレブンも同時に優勝セールから撤退したことから、これ以降百貨店・GMSでの巨人の優勝セールは行われていない。2019年以降、複数店舗で巨人の優勝セールを行っている小売業者は家電量販店のビックカメラのみとなっている。

## 特色
日本橋三越の屋上には、三井家の守り神である三囲神社が祀られている。

### オリジナル観光バス
2008年に高級観光バス「三越伊勢丹プレミアムクルーザー」を導入、三越伊勢丹ニッコウトラベル（デビュー当時は三越トラベルセンター）主催の旅行などで使用する。この車両は2007年に開催された東京モーターショーで日野自動車が展示した参考出品車、セレガプレミアムを営業に供しているものである。個別にテレビモニターも備えた革張りのリクライニングシートを備え、前後5列・横2席、乗客定員わずか10名、さらに後部にはトイレ・洗面所も備える、贅沢な造りの車である。実際の車両管理・運行は東京ヤサカ観光バスが担当、ナンバープレートは希望ナンバーで「三越」である32-54を取得している。好評のため2012年にも追加で導入され、こちらはケイエム観光バスが担当する。2009年には通常の2-2レイアウトを採用する「三越伊勢丹グランドクルーザー」も登場、東京ヤサカ観光バスとアイビーエスが担当する。

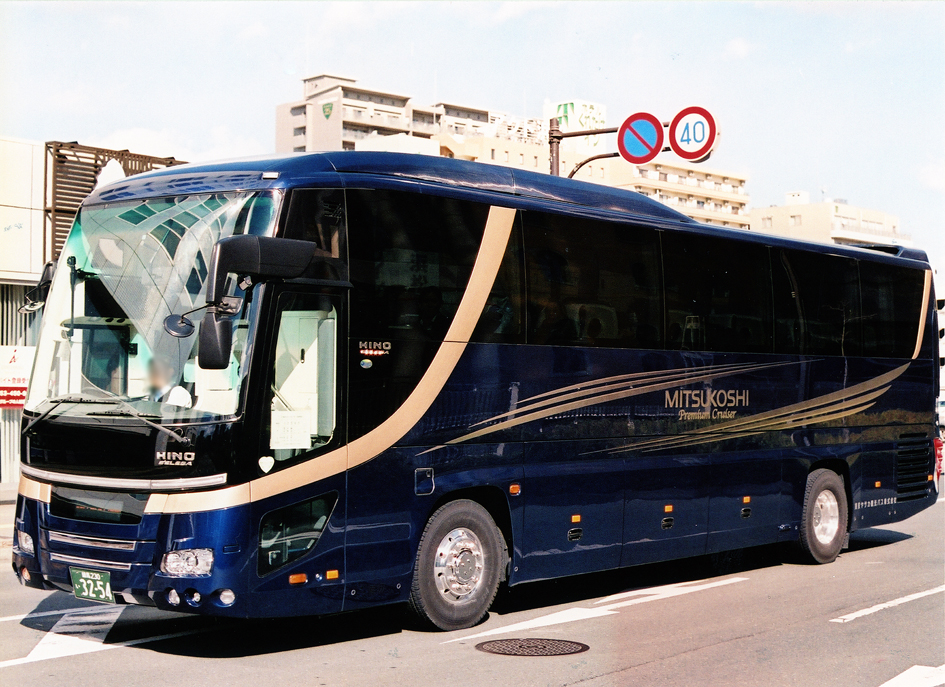
東京ヤサカ観光バス 「三越プレミアムクルーザー」
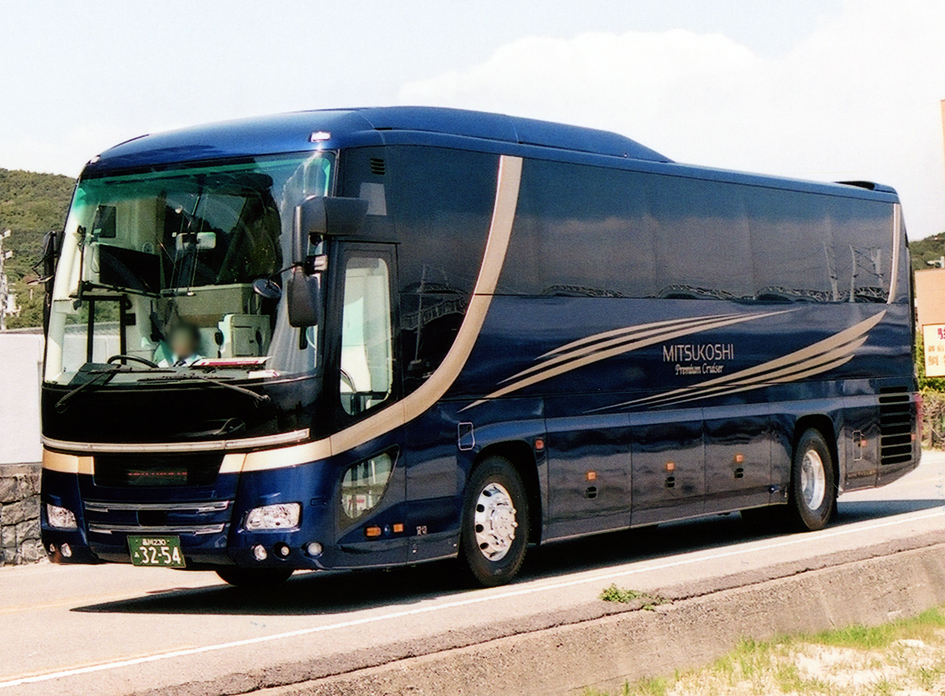
ケイエム観光バス 「三越プレミアムクルーザー」
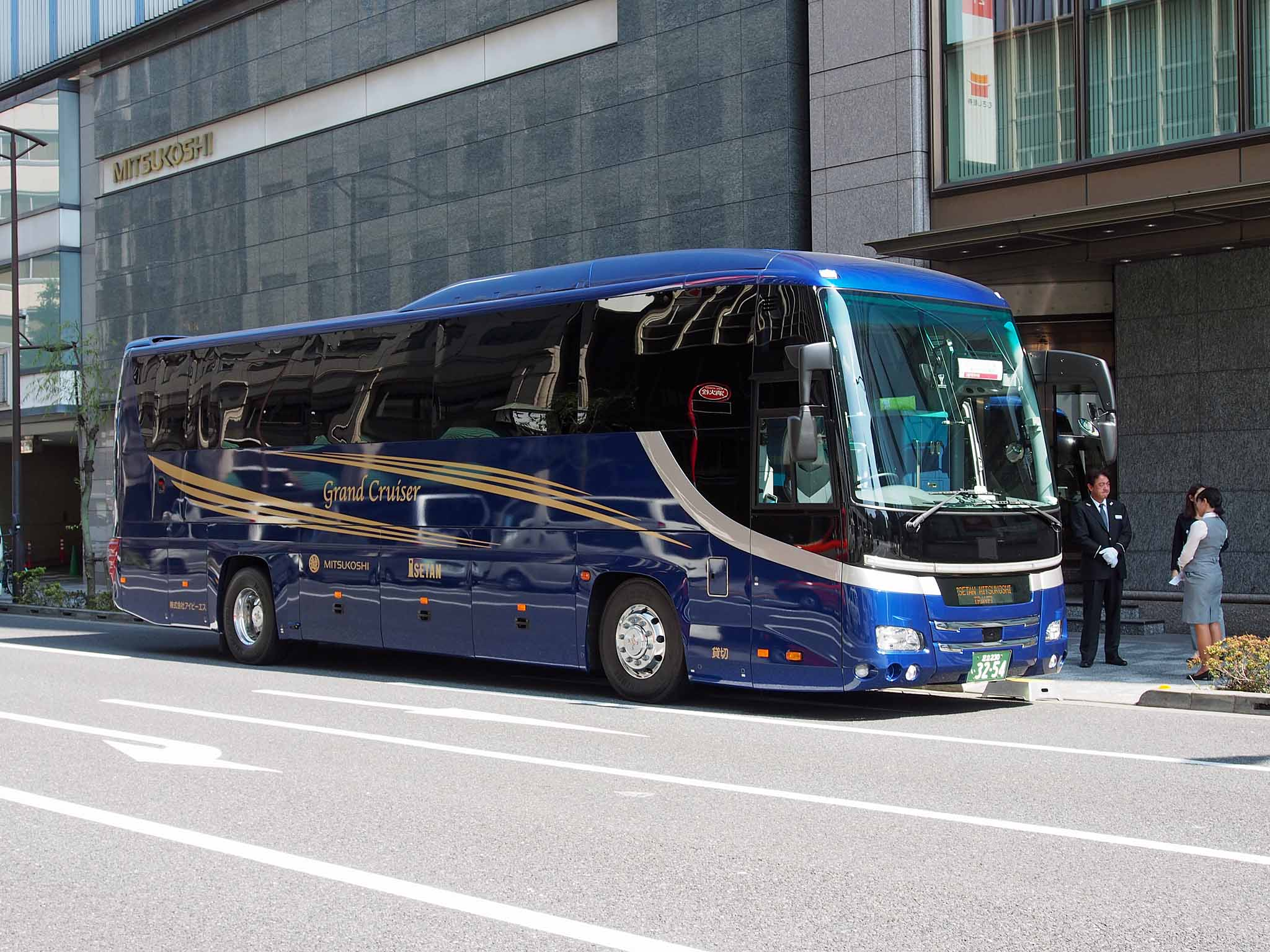
アイビーエス「三越伊勢丹グランドクルーザー」

### 包装紙と紙袋
三越では1910年（明治43年）ころから、店章や新館完成予想図、支店・分店や取り扱い商品などをあしらった包装紙を使用してきた。百貨店の包装紙は、どこも地味なもので紙質も良いものではなかった。そこで1950年（昭和25年）に「クリスマス用に明るい包装紙を」と猪熊弦一郎にデザインを依頼して誕生したのが、現在の包装紙「華ひらく」と「三色」の紙袋である。当時、三越の社員で宣伝部に所属していたやなせたかしが猪熊から作品を受け取り、社へ持ち帰って「mitsukoshi」のレタリングを入れ完成した。当時、破格の報酬でも話題となった。
この画期的な包装紙「華ひらく」と「三色」の紙袋は大変好評となり、翌年の中元からは三越全店で使用されるようになった。紙袋は2008年（平成20年）に伊勢丹との経営統合を機にデザインが変更されたが、「華ひらく」は現在でも全国の三越で使用されている。
ただし、現在のロゴになってから数年間はブックカバーや箱物で別の青のデザインのものを採用していたこともある。（CMの最後のロゴ表示もそれを使用していた）

### 日本初のエスカレーターと、エレベーターの設置
1914年、日本橋本店新館の建設に当たって、日本の商業施設として初めてのエスカレーターが導入。アメリカ・オーチス社製、45m/分、20馬力（15kW）電動機式で5機設置された。初号機は木製だったため関東大震災によって焼失したが、現在は三菱電機が同スタイル（金色・丸ボディ・完全照明型）の金属製で復刻したものが使用されている。
同時に、エレベーターもオーチス社のものを採用。今も、スケルトンタイプの扉でノスタルジックな雰囲気をかもし出しているが、これは日本初ではない。日本初のエレベーターは1875年王子製紙十条工場の荷物運搬用。人が乗るものとしては、1890年11月10日浅草凌雲閣（関東大震災により倒壊）。百貨店では、1911年11月の白木屋日本橋店で、運転はエレベーターボーイが行った（扉の開閉等が手動式で運転技術を必要としたため）。
またエレベーターガールを最初に採用したのは1929年の松坂屋上野店だった。エレベーターの技術革新と人件費削減等の理由により、現在では日本橋髙島屋などを除いて日本全国ほとんどの百貨店でエレベーターガールは廃止されている。日本橋三越では、今もエレベーターガールが常時配置されているが、6台のうち、中央2台（この2台手動である）のみと限定的な運用となっている。 比較的遅くまで残っていた名古屋三越栄店でも2009年10月でエレベーターガールは廃止された。一方、高松三越では1996年に廃止したが、2011年3月「開店80周年記念」の期間限定企画として復活した。

### ライオン像
三越のシンボル的存在である。1914年に本店玄関に設置されたライオン像は、関東大震災や戦火を逃れ現在も日本橋本店正面玄関に設置されている。ロンドンのトラファルガー広場にあるホレーショ・ネルソン提督像を囲むライオン像がモデルとされ、英国の彫刻家メリフィールドが型どり、バルトンが鋳造したもので青銅製。完成まで3年の歳月を要し、イギリスの彫刻界でも相当な話題となる。なお、全国各地の三越主要店舗にも日本橋本店のものを模したライオン像が設置されている。誰も見ていないときに受験生がライオン像にまたがる、または触ると志望校に合格するという験かつぎも知られている。閉店した店舗の像は倉庫に保管されているが、池袋三越（2009年閉店）の像は、三越と縁の深い三囲神社に奉納された。他に2015年日本体育大学世田谷キャンパスに寄贈された。ライオンは日体大のシンボルマスコットである。

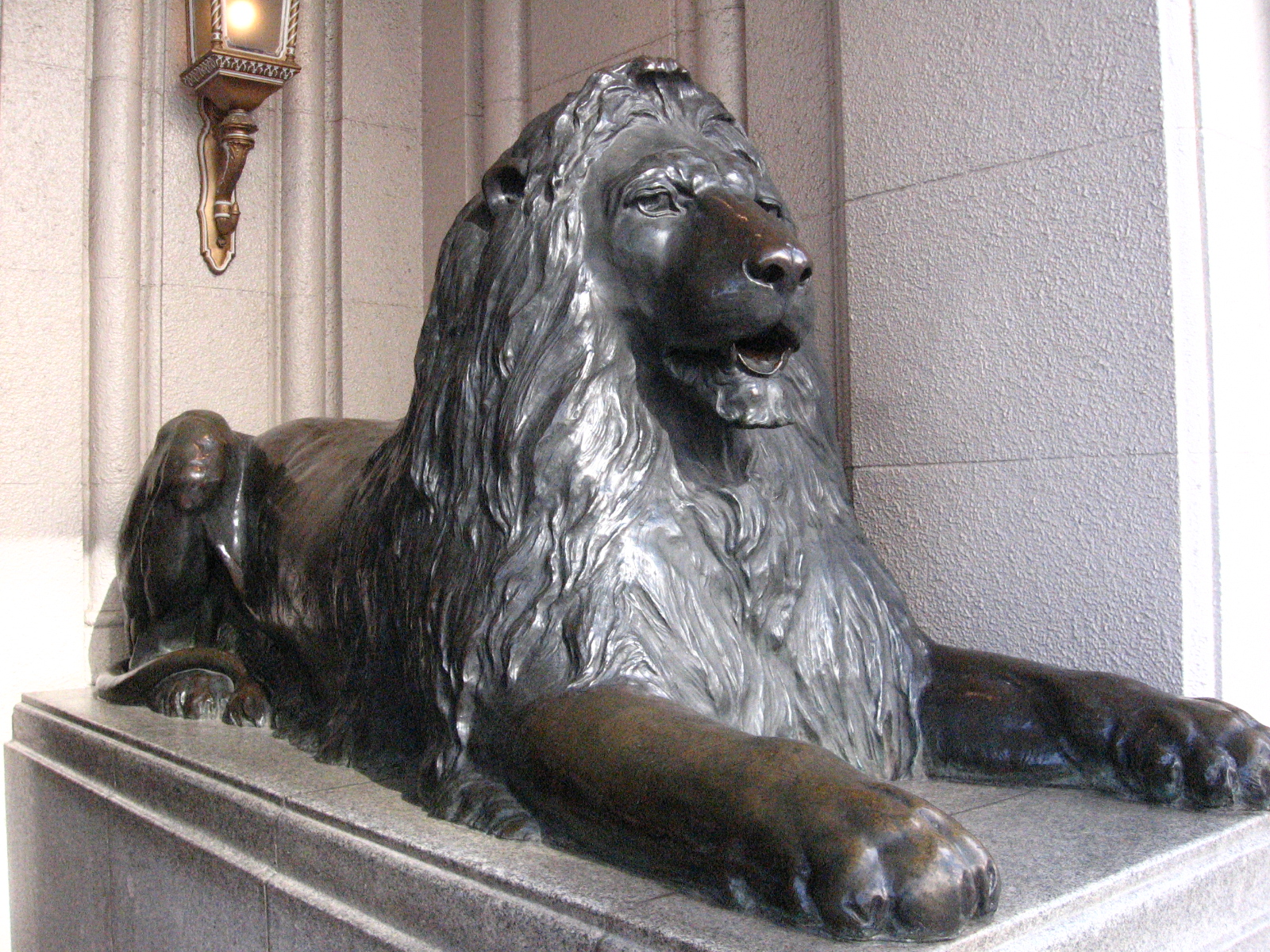
ライオン像（写真は日本橋本店正面入口
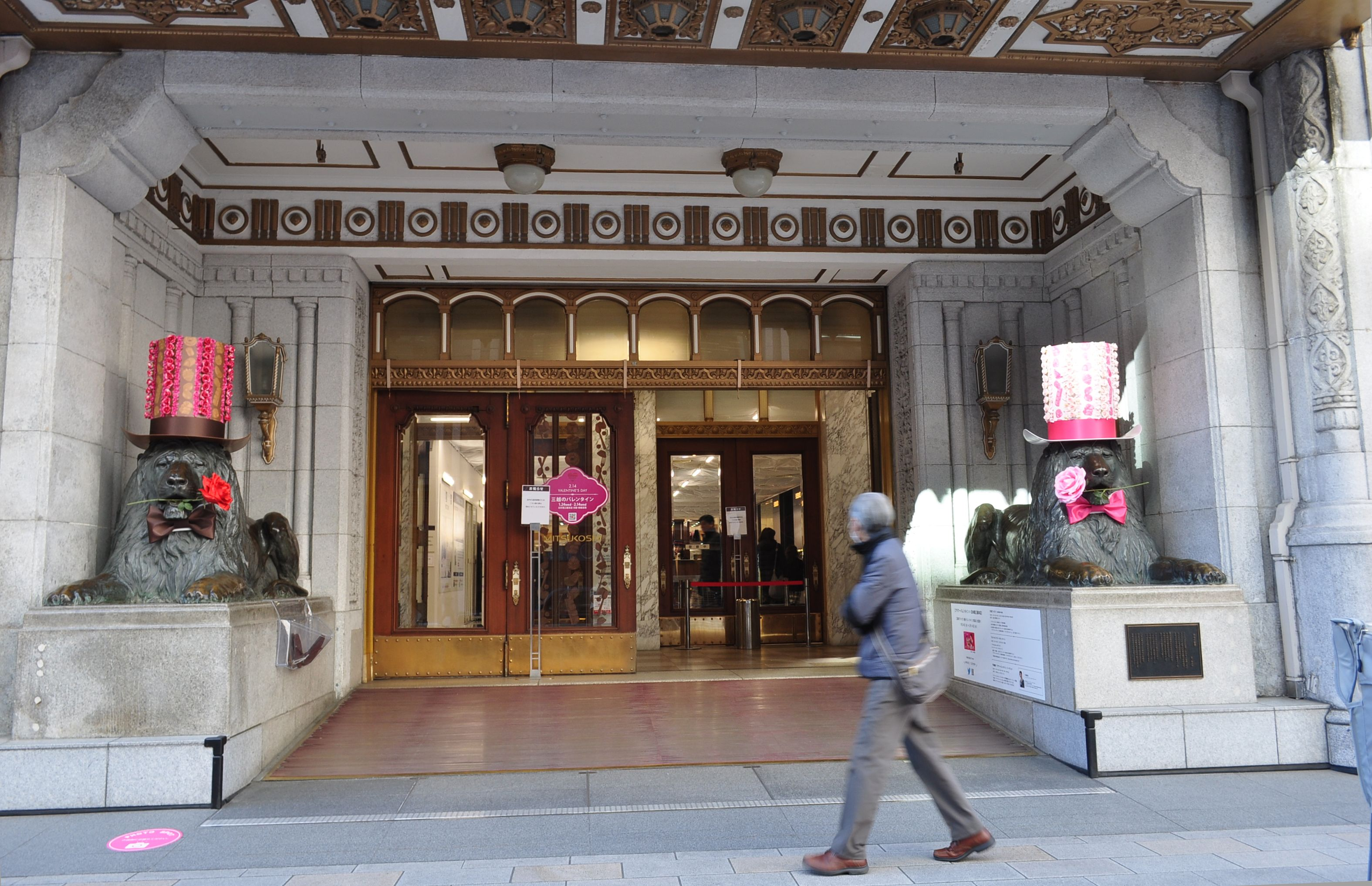
正面玄関両側のライオン像（2018年2月6日撮影）

### 御子様洋食
1930年日本橋三越本店の大食堂に、子供の好きなメニューをひとつの皿に盛った「御子様洋食」が登場した。そのメニューは富士山に型どったライスにイチゴジャムと卵のサンドイッチ、スパゲティー、ハム、コロッケ、金平糖であった。御子様ランチの象徴でもある三越の旗を立てたのも日本橋三越本店の大食堂が最初であった。現在でも日本橋三越本店の新館5階にあった大食堂「ランドマーク（2020年1月7日閉店）」で「お子様ランチ」として提供されていた。また、日本橋三越本店が発祥のため、三越「ランドマーク」では年齢制限は設定されておらず、誰でも注文することができた。

### パイプオルガン
現在、日本橋三越本店の中央ホール2階バルコニーにあるパイプオルガンは、1930年に米国マイテー・ウェルリッツァー社製の最新式を輸入し、7階ギャラリーに設置されていたものである。電力によって奏する大仕掛けなもので、メインとソロの2種からなり、全体の間口は8.2m。日本で唯一現存する演奏可能な昭和初期製造のシアターオルガンでもあり、貴重な歴史資料として2009年には中央区民有形文化財に登録された。
このパイプオルガンは、カトリック教会に設置されているものとは異なり、主に無声映画や演劇の伴奏などに使用された『シアターオルガン』という種類に属するもので、ポピュラー音楽でもクラシック音楽でも幅広いジャンルの音楽を弾くことが出来るのを特徴としている。1930年当時の金額で350,000米ドル、今の貨幣価値に換算すると約2億円である。
まだ本格的なパイプオルガンが、日本に数台しかない時代だったため大変な評判となり、社団法人日本放送協会では、演奏を聞かせるラジオのレギュラー番組が組まれ、日本放送協会と三越の間には専用回線まで引かれたという。
1935年の本館全館完成時に、現在の中央ホール2階バルコニーに移設された。パイプボックスには、パイプ以外の音源も装備されており、チューブラーベルや鈴、ウッドブロック、大太鼓や小太鼓、さらには鳥の声なども出る。オルガンやパイプには、元々美しい金属装飾が施されていたが、大東亜戦争中に供出されてしまった。
現在でも金曜日、土曜日、日曜日の午前10時・正午・午後3時の3回、オルガン奏者による生演奏が行われ、その荘重な調べは、日本橋三越本店独自の雰囲気を創る上で、欠くことのできない重要な役割を果たしている。

### お江戸日本橋
日本橋三越本店のパイプオルガンで、開店時に「お江戸日本橋」が演奏されており、三越のテーマ曲のような存在となっている。かつては同曲のオーケストラによるアレンジ版が、テレビCMなどで流れていたこともある。このオーケストラ版は1951年12月31日、ラジオ東京（現・TBSラジオ）で開始された番組『三越文学サロン』の宣伝用に制作されたもので、地方では1954年7月13日より、聴取エリア内に仙台店がある東北放送ラジオの『朝の百貨店案内』の中で流され、それ以来1989年12月末までの約35年間、同番組内で流れ続けた。三越広報資料室によると、これは同曲のテレビ・ラジオにおける使用期間としては最長記録である。

## 直営店舗
2016年度・店別売上高も付記。

### 百貨店
2017年3月の千葉店閉店（後述）をもって、直営の百貨店店舗は都内の2店舗（日本橋・銀座）のみとなった。

#### 日本橋本店
通称：日本橋三越本店。三越の旗艦店。東京メトロ銀座線「三越前駅」に直結しており、本館と新館で構成される。元々三井越後屋があった場所であり、東京において、江戸時代から現在まで同一の場所で続く百貨店は、当店と松坂屋上野店だけである。本館の道路を挟んで北隣には、三井財閥の本拠だった三井本館がある。本館 49,000m2+新館15,000m2=64,000m2。本館6階には三越劇場がある。
売上高は1,144億円（2021年　外商などを含む）。店舗別年間売上高において国内6位に位置する。売上高では髙島屋日本橋店（1,239億円　全国4位）の方が大きい。
長い歴史を待つ老舗として高いブランド力を誇り、取締役といった国内の富裕中高年や全国の法人外商に強みを持っており、叙勲・褒章を受けた人物向けのサービスなども行っている。
本館は「我が国における百貨店建築の発展を象徴するものとして価値が高い」（意匠的に優秀なもの・歴史的価値の高いもの）として、百貨店建築としては日本橋高島屋本館に次いで2例目の国の重要文化財に指定されている（指定番号:02645）。1920年代から30年代にヨーロッパで流行したアール・デコ様式が取り入れ、内装には一部大理石が用いられている。1932年の東京地下鉄道（現在の東京メトロ銀座線）開通にあたっては三越前駅の建設費用を負担した。 1935年には増築改修が行なわれ、五層吹抜けのパイプオルガンを設置した中央大ホール、人気の「特別食堂」が設置された。現在でも毎日、無料のパイプオルガンの定期演奏が行われている。 1960年、三越創立50周年を記念して、日本橋本店本館の中央ホールに、佐藤玄々（さとうげんげん）制作の巨大木彫『天女像 まごころ』が設置され、現在は日本橋三越本店における象徴的存在である。
2016年5月、総額200億円を投じる改装計画が発表された。デザイナーには建築家の隈研吾を起用した。
2020年には改装の一環として、新館6階に三越として初となる家電量販店であるビックカメラがテナントとして入居した。店員は三越ではなくビックカメラの社員が担当するが、ビックカメラの赤いベストではなくスーツを着用して接客を行う。百貨店業界としても珍しい取り組みであり、普段のビックカメラでは取り扱えなかったような富裕層向けの高級家電を販売するとともに、三越としてはマーチャンダイジング（MD）の拡充を狙っている。

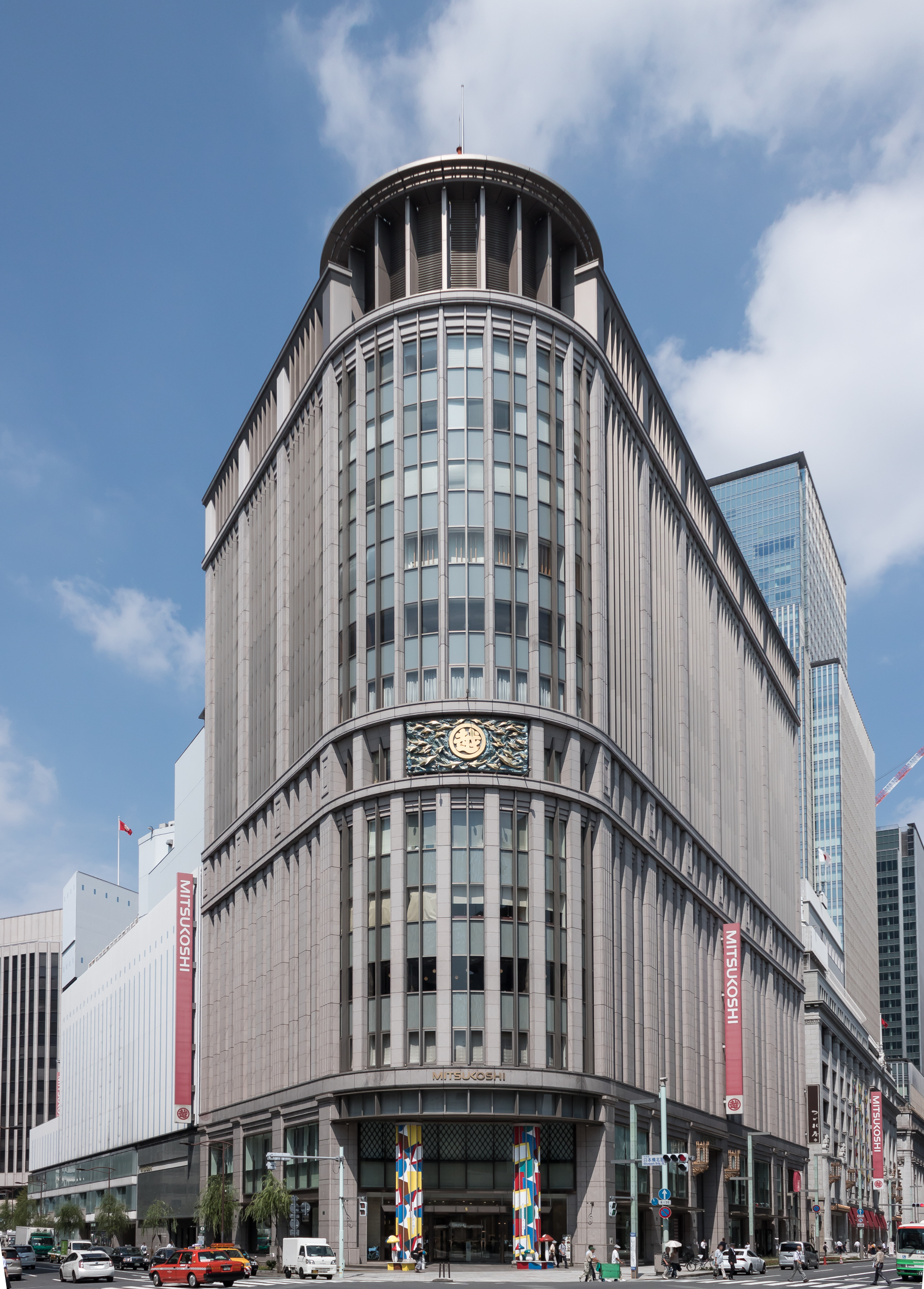
日本橋三越本店新館
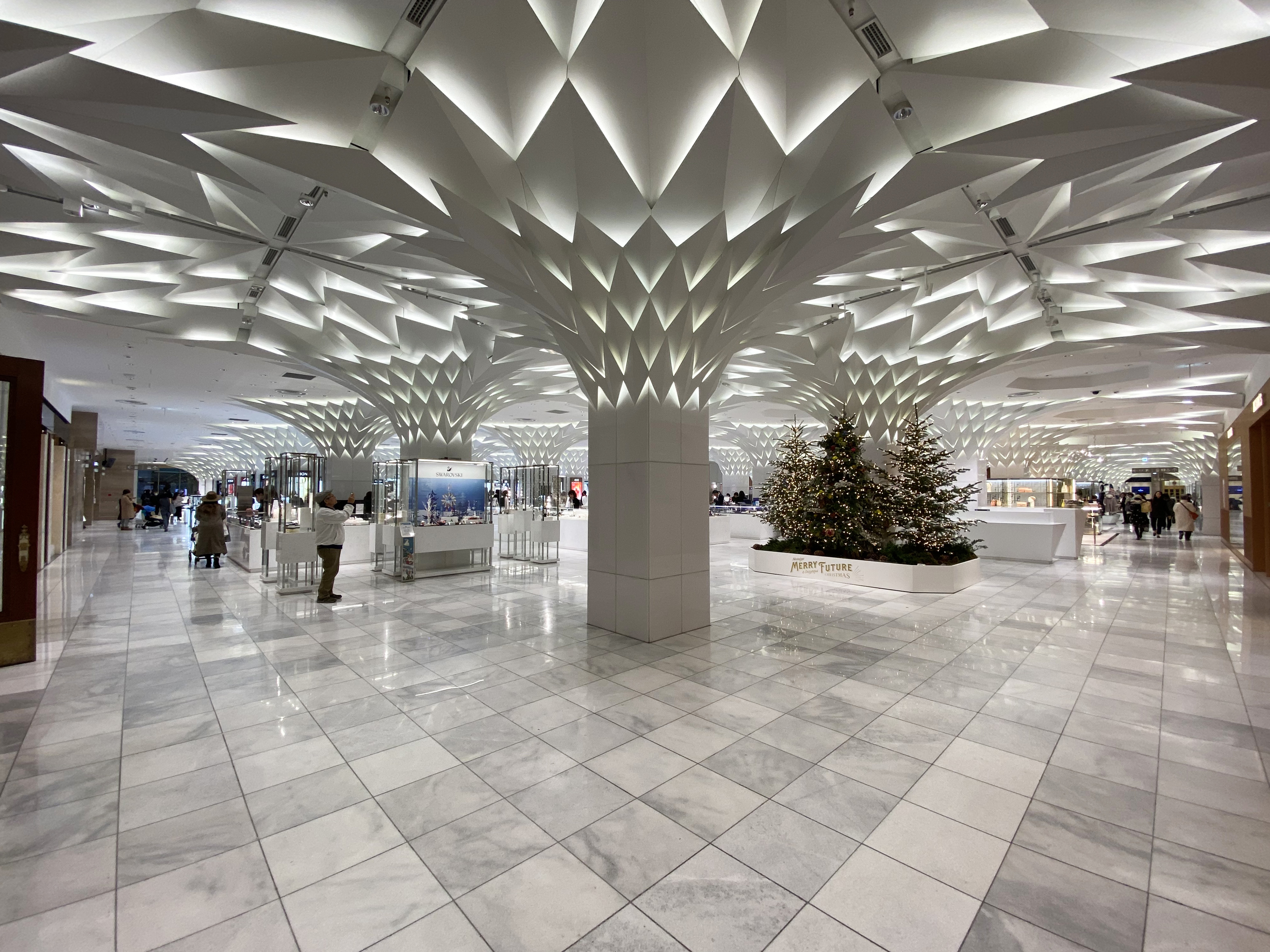
本店が隈研吾を起用し全館リモデル
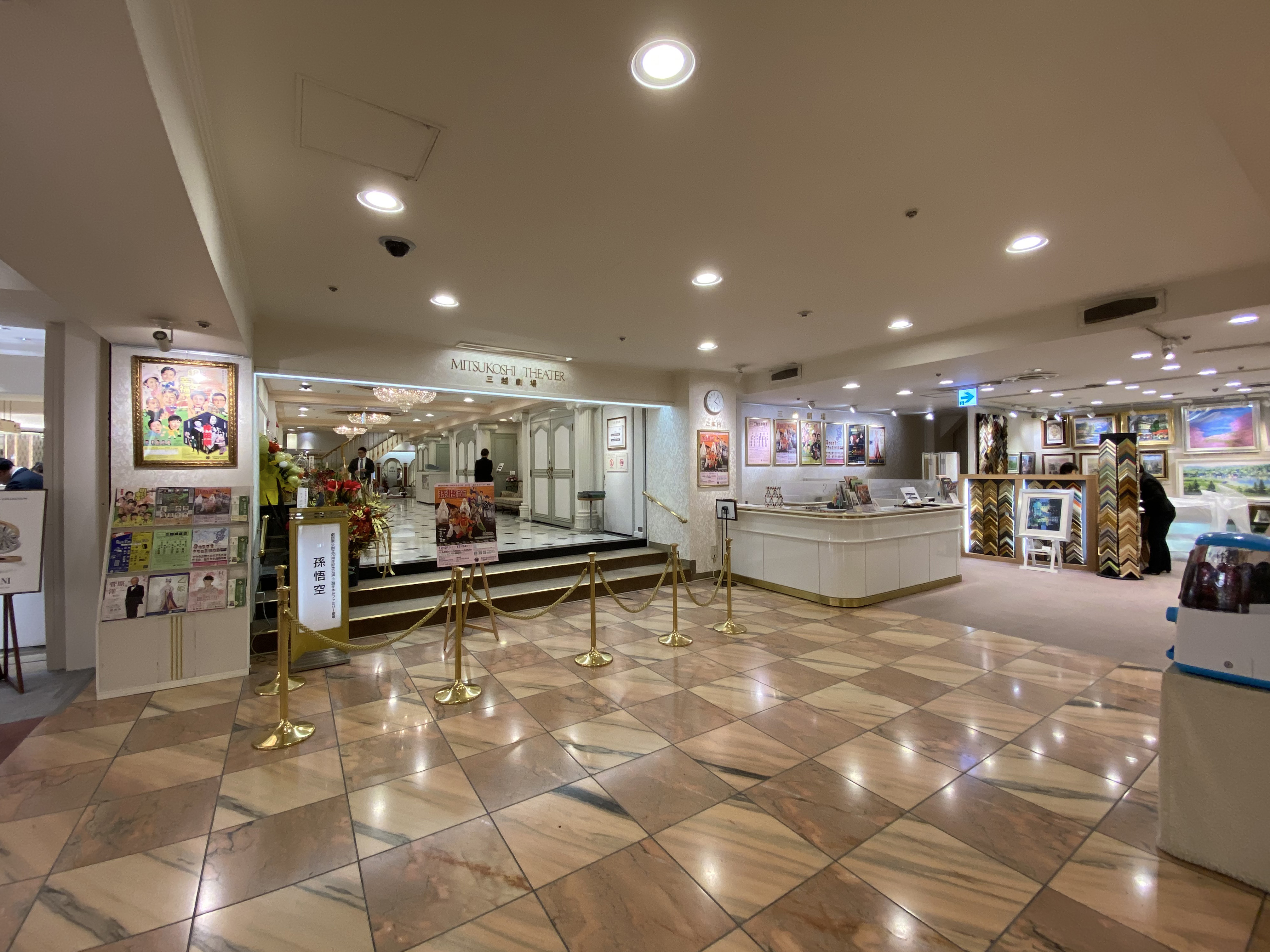
三越劇場
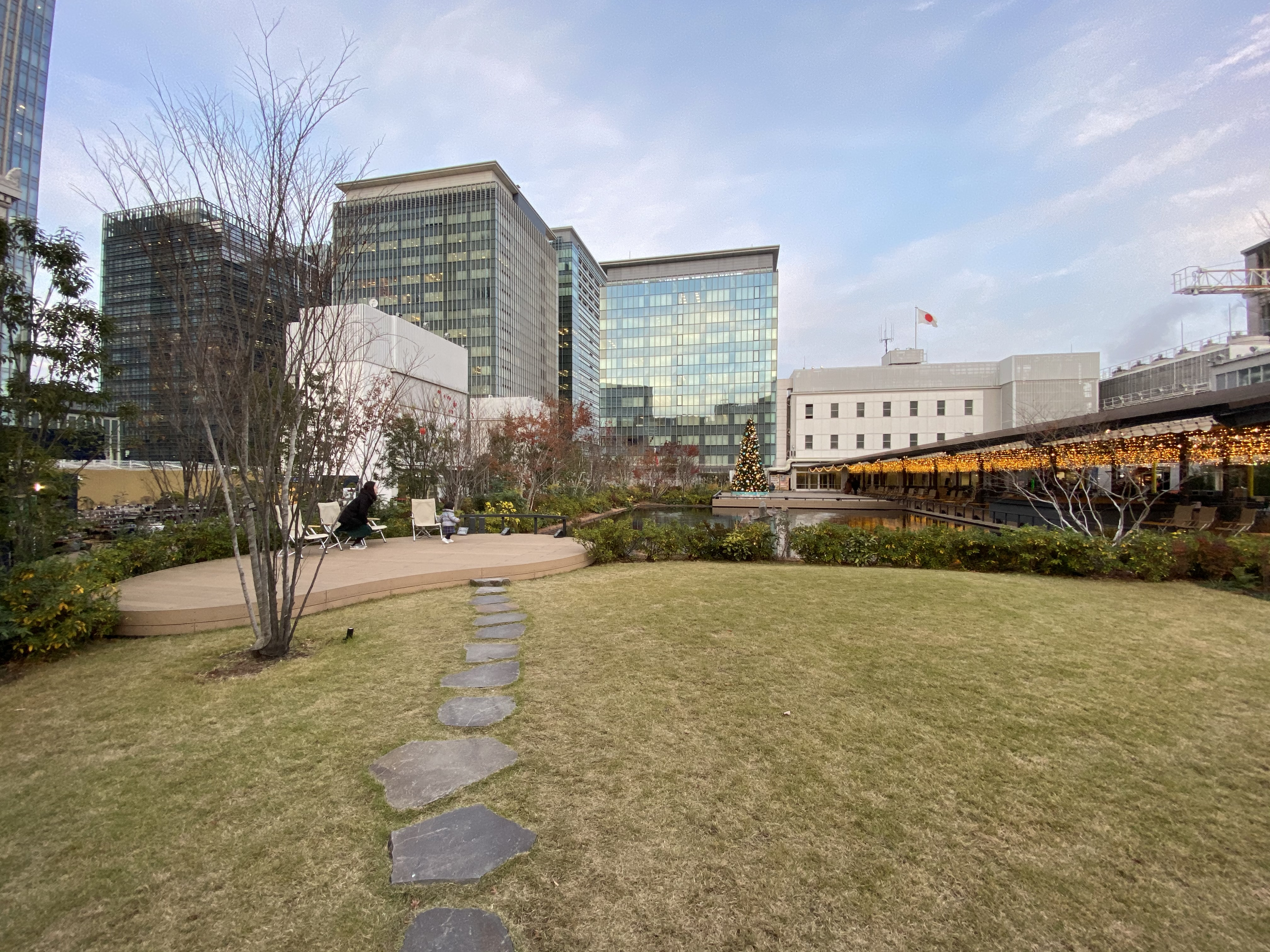
屋上花園
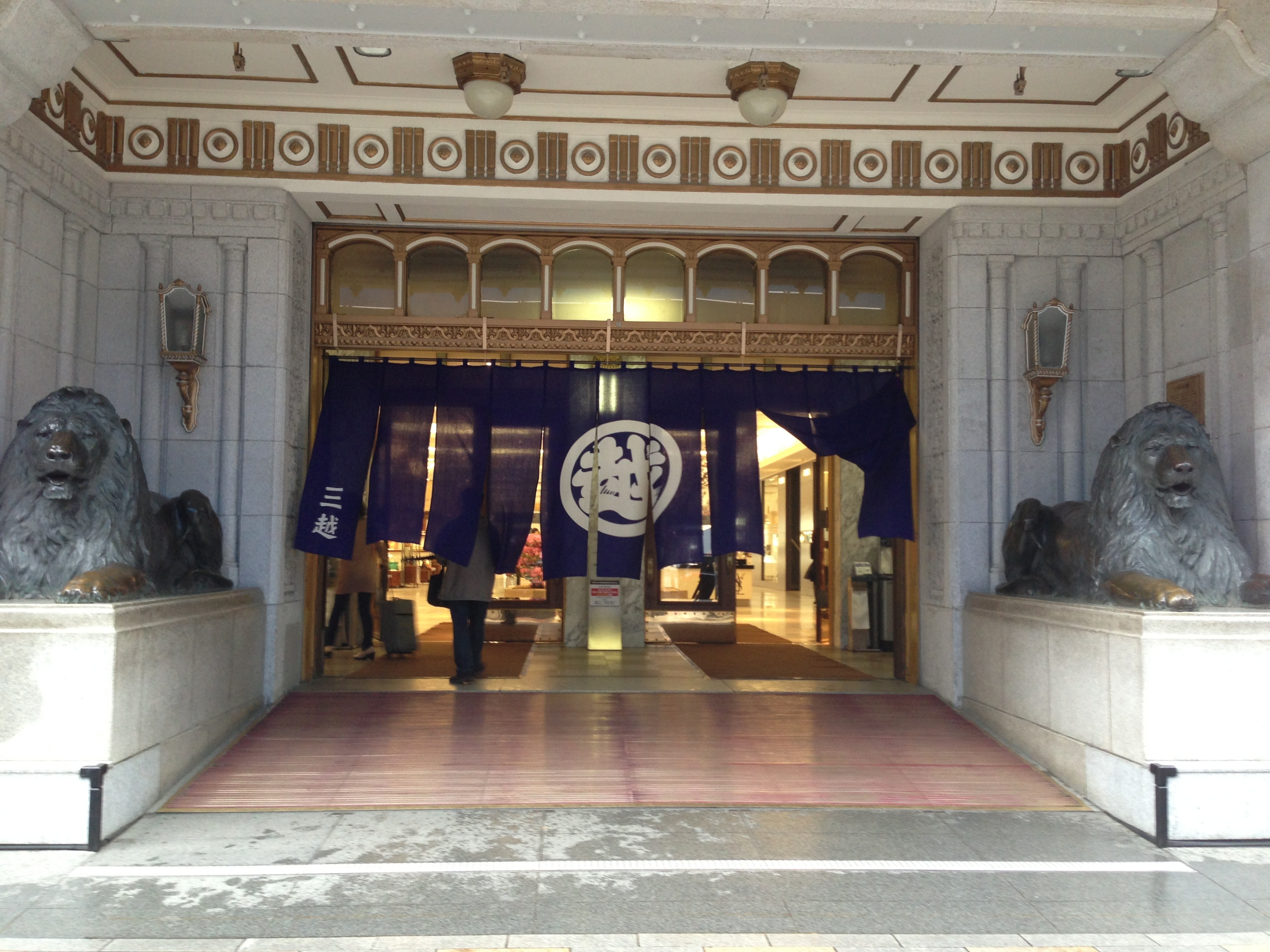
本館エントランス

#### 銀座店
通称「銀座三越」
東京都中央区銀座4-6-16（東京メトロ「銀座駅」9番出口）1930年開店。43,111m2 ： 810億円。銀座四丁目交差点に位置し、中央通りを挟んで銀座和光の目の前にある。
売上高は565億円（2021年）で、銀座地区の百貨店において、松屋（544億円　2021年）を抑えて最多の売上を誇る。

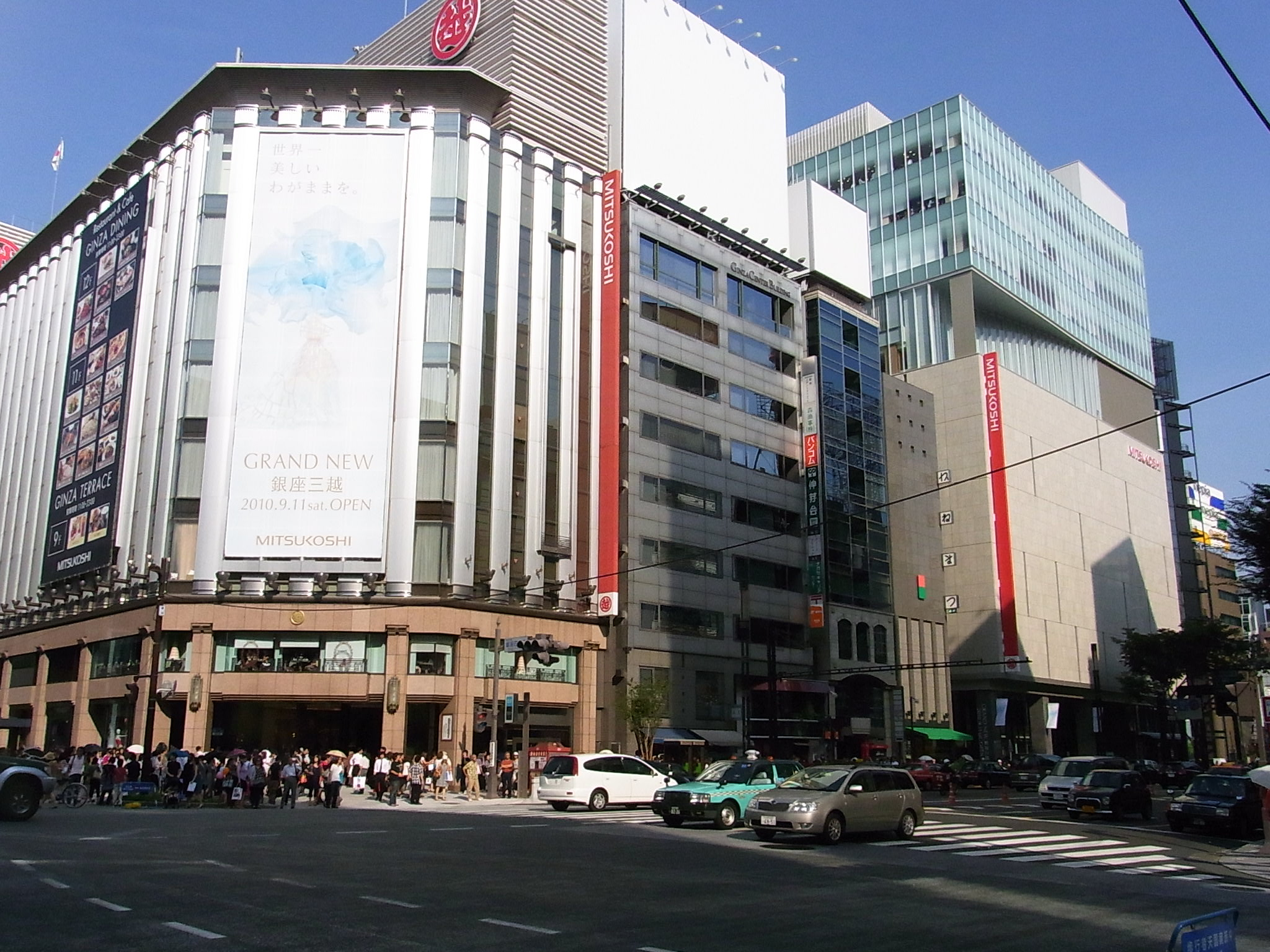
銀座三越旧館と新館（2010年9月11日撮影）
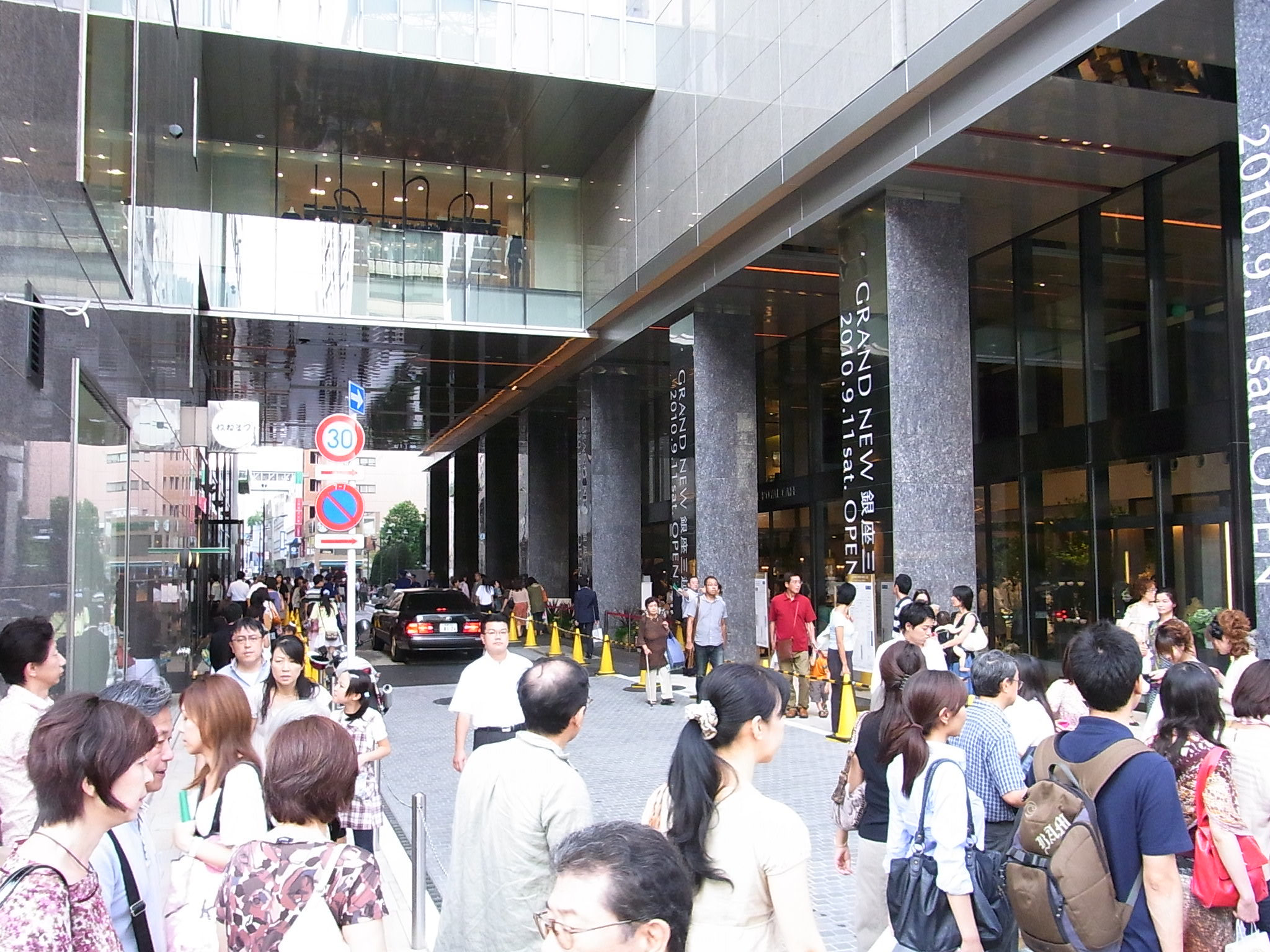
晴海通りからの新館入口（2010年9月11日撮影）
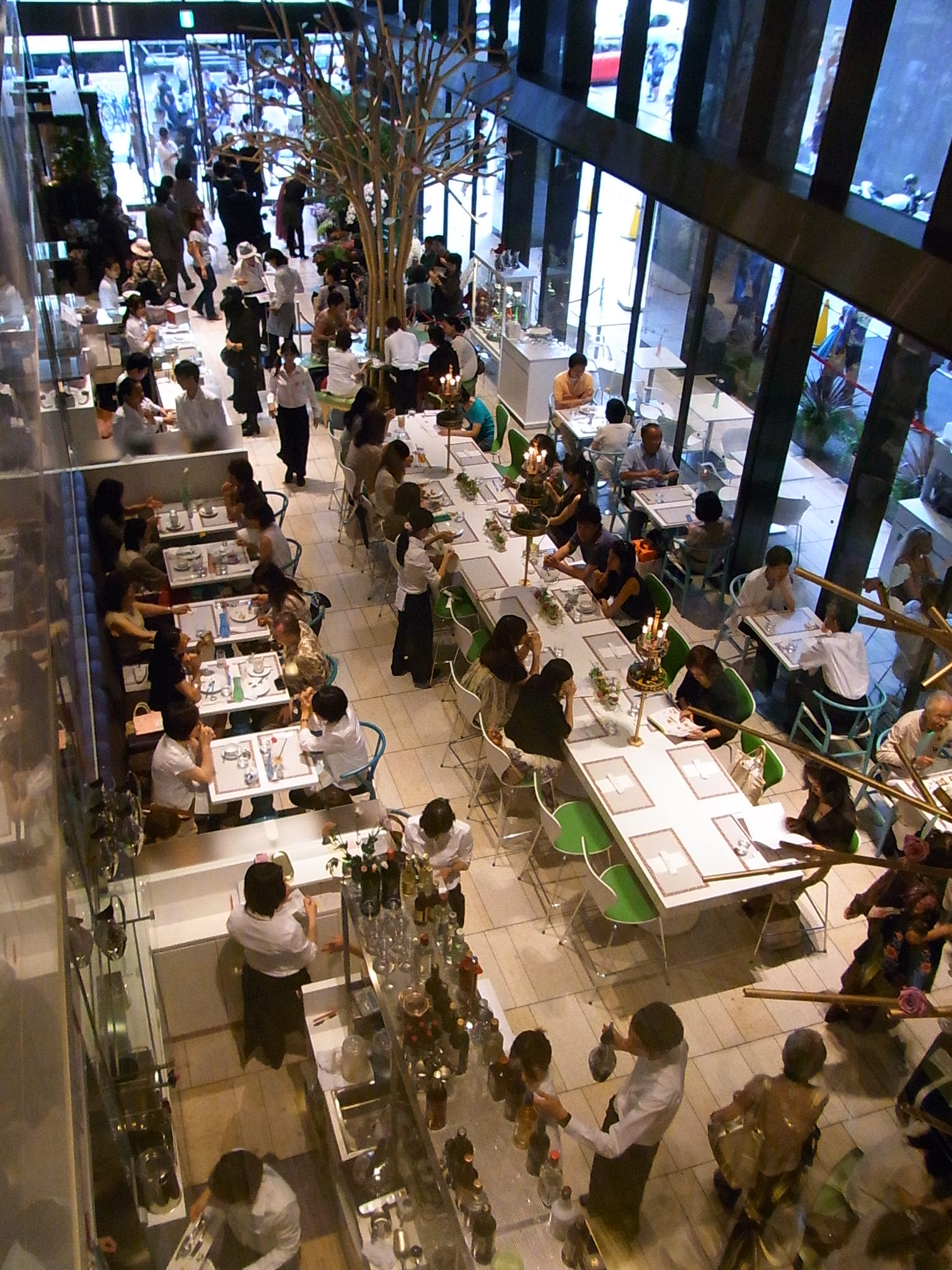
1階のカフェ（2010年9月11日撮影）
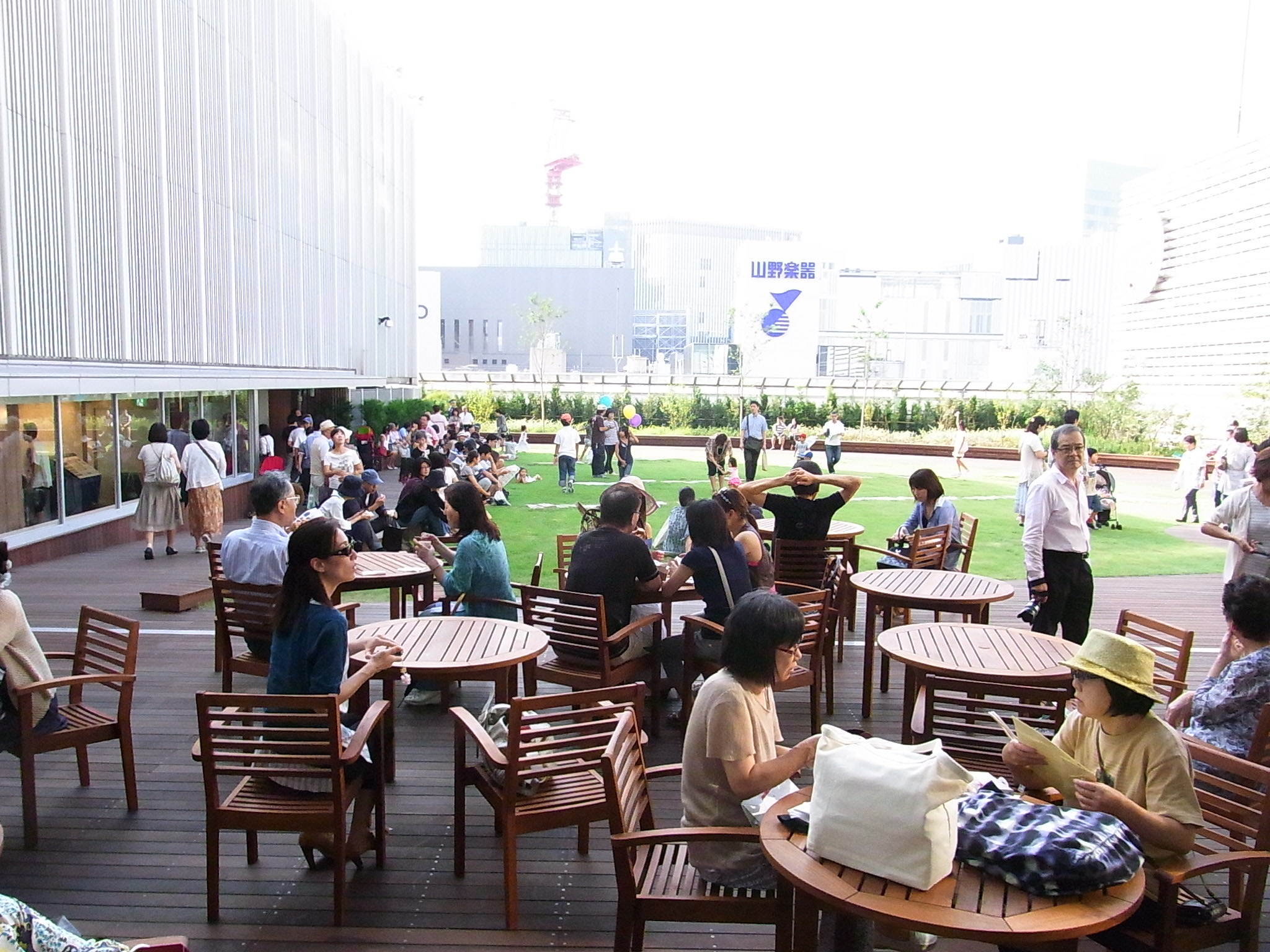
屋上庭園（2010年9月11日撮影）
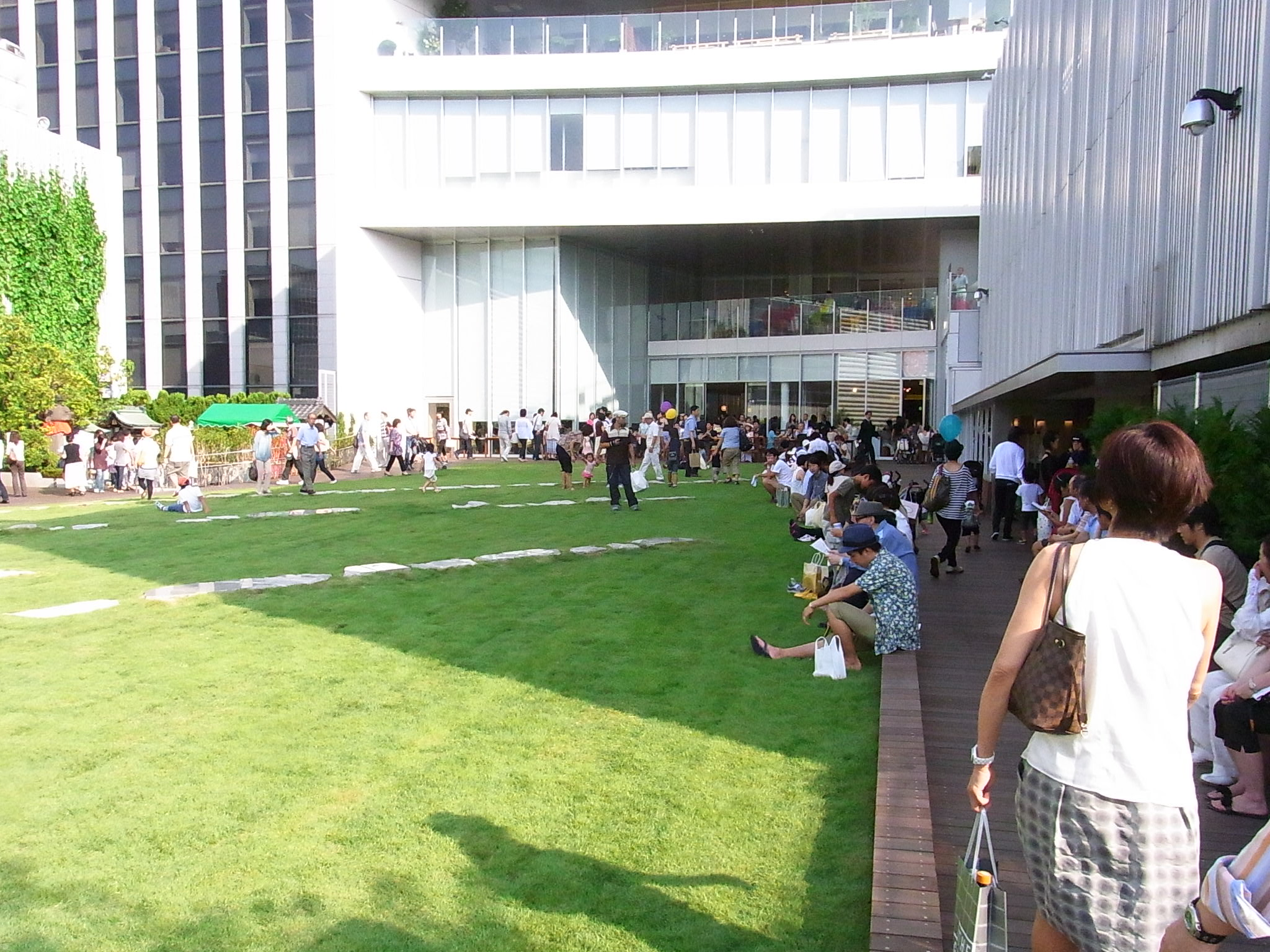
屋上庭園（2010年9月11日撮影）

#### 専門館事業部
サンシャインシティ・アルタ
東京都豊島区東池袋3-1-3 池袋サンシャインシティ （東京メトロ有楽町線「東池袋」駅前） ： 1981年「サンシャインシティ三越」として開店した施設のうち、1984年に「三越YOU館」となった店舗部分が、2003年9月に現名称に改称。
ネイバーフッドタイプ

### 小型店舗事業部
2013年度から中央（三越伊勢丹HDS）による企画・統制に変更された。これは、都市部では生活行動圏が狭くなり、一方地方部では百貨店空白エリアが広がった現状に対応して市場開拓を行うためで、情報・ノウハウの共有化を図る狙いがある。中期目標では、店舗面積50〜200坪クラスの店を新規出店数150〜200店、売上高500億円規模、営業利益25億円以上を目指している。店舗のタイプは3種類で外商拠点を兼ねた従来型のサテライト＝三越○○、中分類切り出し型＝イセタンミラー、アウトレット店などとなっている。
- 北海道：三越釧路
- 宮城県：三越大河原、三越石巻、三越富沢
- 福島県：三越いわき
- 茨城県：三越水戸、三越つくば、三越牛久、三越古河、三越鹿島（神栖市）
- 栃木県：三越小山
- 群馬県：三越伊勢崎、三越館林、三越桐生
- 埼玉県：三越浦和、三越新所沢、三越春日部、三越久喜、三越深谷
- 千葉県：三越五井（市原市）、三越ユーカリが丘（佐倉市）、三越臼井（佐倉市）、三越成田、三越東金、三越旭、三越木更津、三越茂原、三越館山
- 東京都：三越馬事公苑（世田谷区）
- 香川県：三越坂出、三越丸亀、三越観音寺
- 徳島県：三越徳島

エムアイプラザ（現在80店舗展開している小型店事業を、2016年度内には150店舗体制まで拡充する計画である。
- エムアイプラザ厚木 - 2014年4月26日開店。三越厚木がアミューあつぎ内に移転し、MD変更。
- エムアイプラザ羽生 - 2014年10月6日開店。三越羽生のMD変更。
- エムアイプラザ川越 - 2015年3月13日開店。三越川越がウニクス川越に移転開業。
- エムアイプラザ旭川 - 2015年3月27日開店。イオンモール旭川駅前開業に伴い新規出店。
- エムアイプラザ富士見 - 2015年4月10日開店。ららぽーと富士見開業に伴い新規出店。
- エムアイプラザレイクタウン - 2015年4月24日開店。
- エムアイプラザ釧路 - 2014年10月3日開店。イオン釧路昭和店に開業。

三越大阪ギフトサロン（2代目）
2015年4月2日開店。大阪ステーションシティノースゲートビルディング11階サポートプラザ内。
JR大阪三越伊勢丹閉店後の旧大阪店以来からの三越の暖簾を愛用している顧客向けにギフト関連商品に特化した店舗である。日本橋本店から商品を取り寄せている。
運営はジェイアール西日本伊勢丹ではなく三越伊勢丹直営である。
マークはお馴染みの○に越である。
初代は 新梅田シティ スカイビルに2007年5月から2011年1月10日の期間限定で営業していた。
当時も旧大阪店から引き継いだ外商の顧客へのサービス拠点であると共に「新店（JR大阪三越伊勢丹）準備室大阪事務所」を併設し情報発信もしていた。

## グループ企業店舗

### 国内店舗
HDS傘下の三越系列
株式会社札幌丸井三越（札幌三越）
北海道札幌市中央区南1条西3丁目8 （札幌市営地下鉄 大通駅） ： 1932年5月1日 三越札幌店として開店。20,577m2 ： 263億円。
※ 2011年4月1日に札幌丸井今井と経営統合。
株式会社仙台三越（仙台三越）
宮城県仙台市青葉区一番町4-8-15（仙台市地下鉄 勾当台公園駅） ： 1933年4月1日 三越仙台店として開店。2009年、再開発ショッピングセンター「141」を統合（地下の食品は三越がテナントで入っていた）し「定禅寺通り館」として増床。31,059m2： 336億円。
株式会社名古屋三越
※ 1977年オリエンタル中村百貨店に資本参加。1980年名古屋三越に改称（一旦直営化したが、再び分離）。

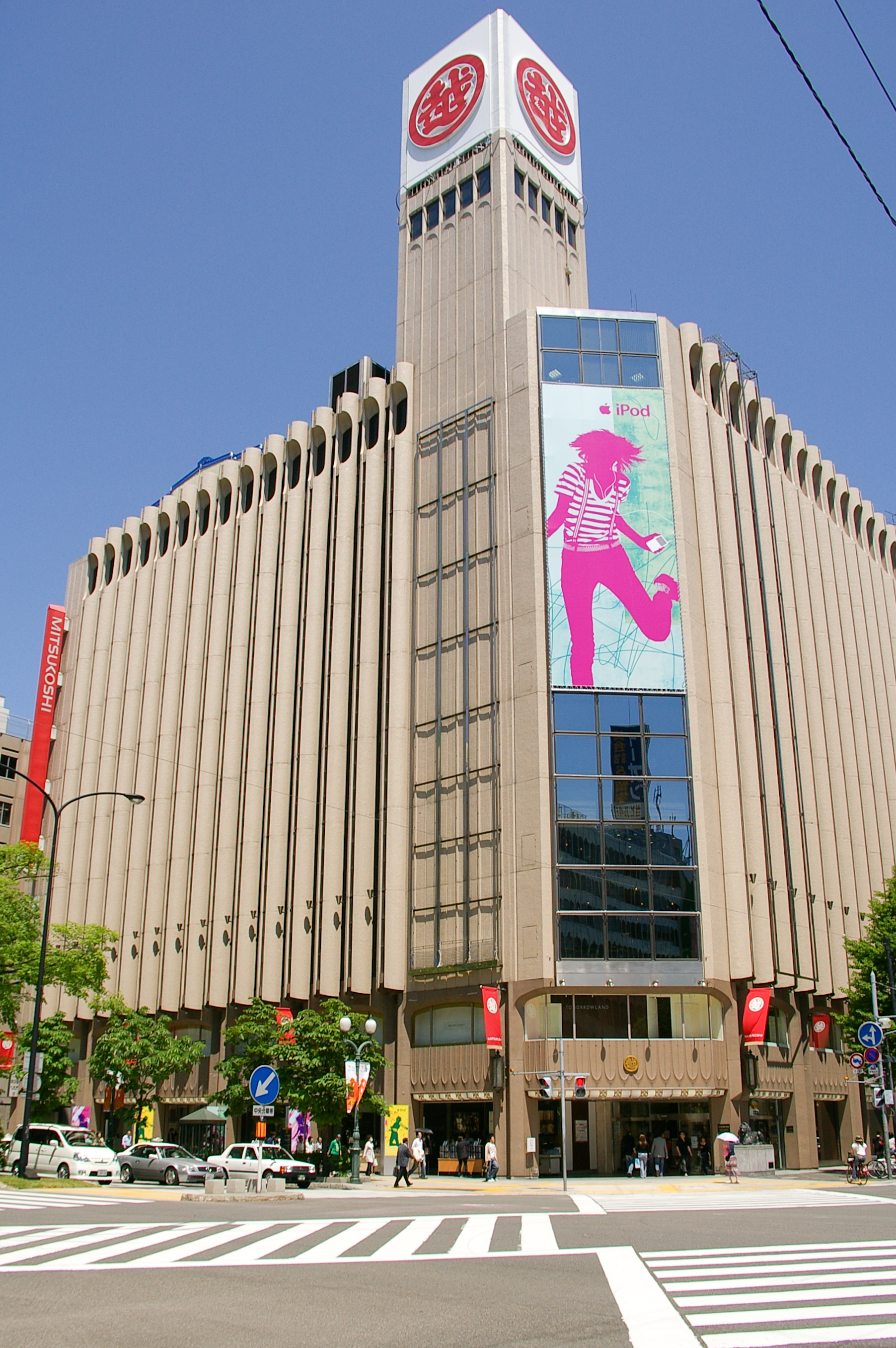
栄店（名古屋栄三越、名古屋三越栄統括店）愛知県名古屋市中区栄3-5-1（名古屋市営地下鉄東山線・名城線 栄駅）49,827m2： 479億円。
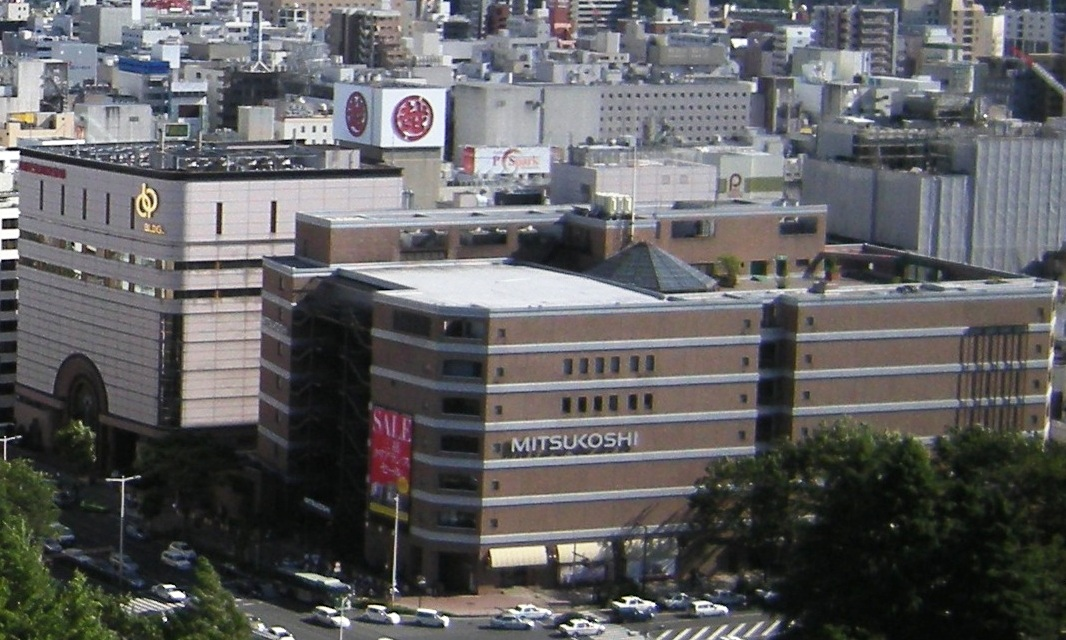
星ヶ丘店（星ヶ丘三越）愛知県名古屋市千種区星が丘元町14-14（名古屋市営地下鉄東山線 星ヶ丘駅）23,618m2： 190億円。
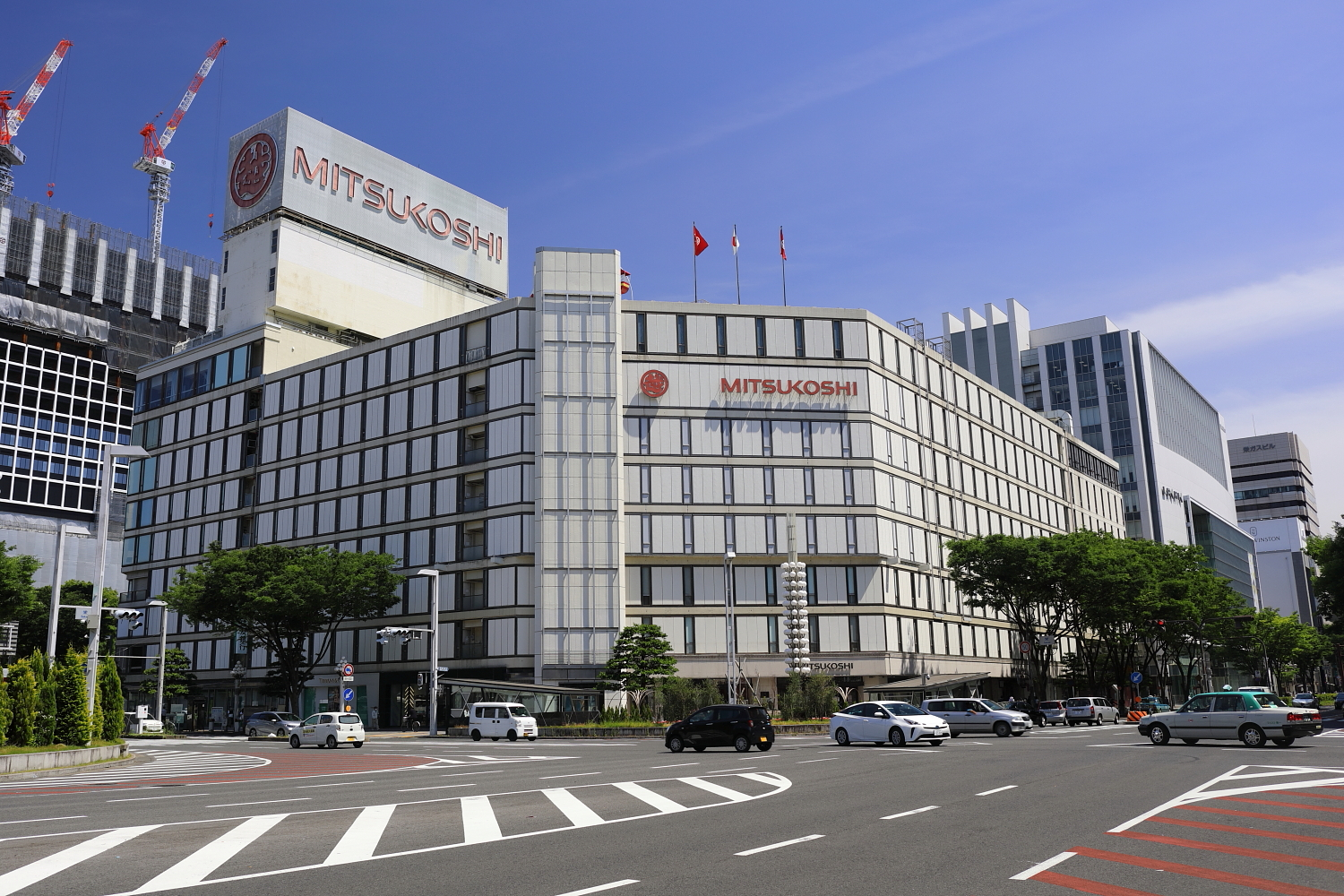
ラシック（名古屋三越栄統括店 ラシック事業部） 愛知県名古屋市中区栄3-6-1(栄店の南隣) 29,000m2： 258億円。
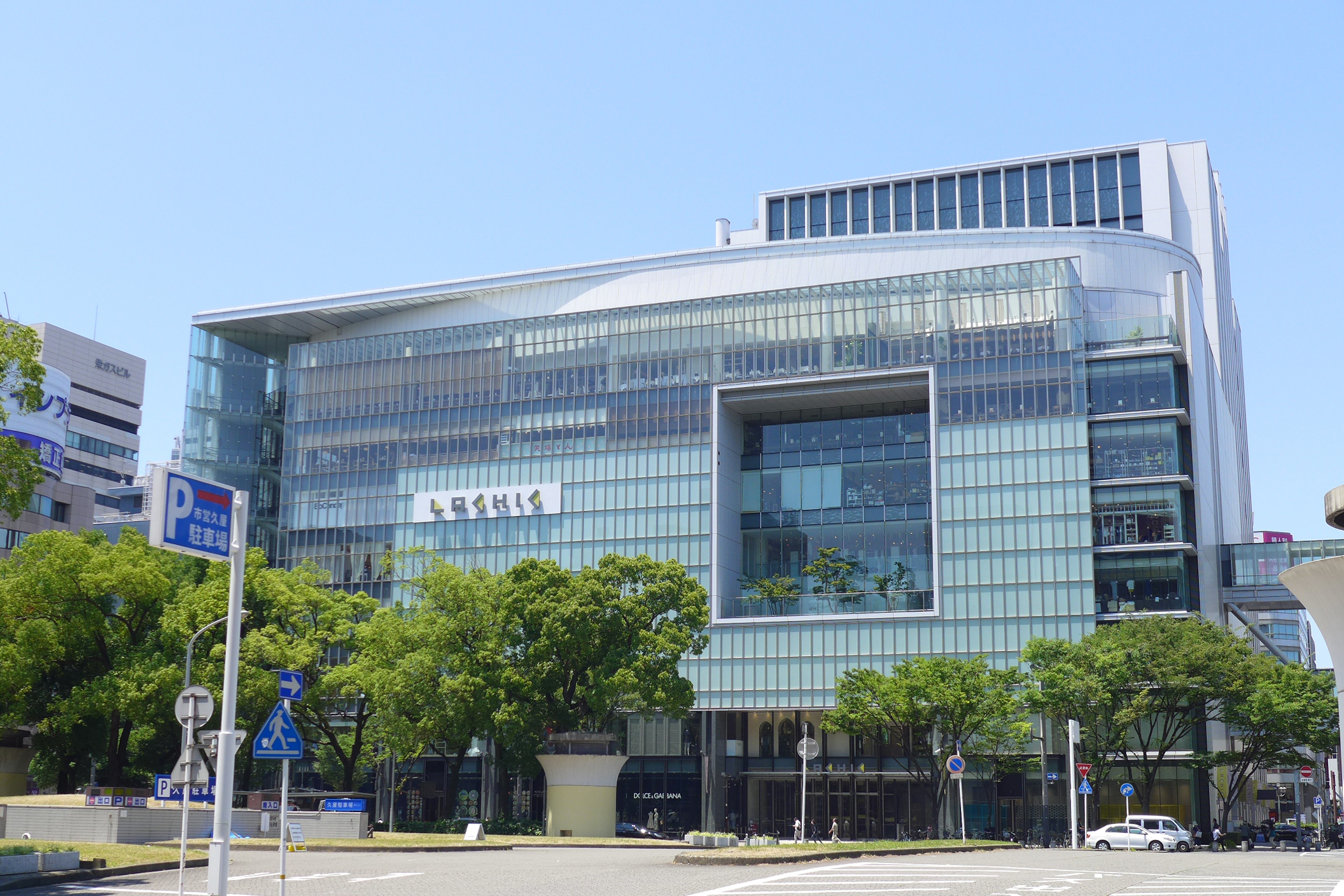
なお、かつて名古屋市北区浪打町1-52に存在したOSセンター内に食品専門の「名古屋三越 生鮮壱番館」を設けていた。
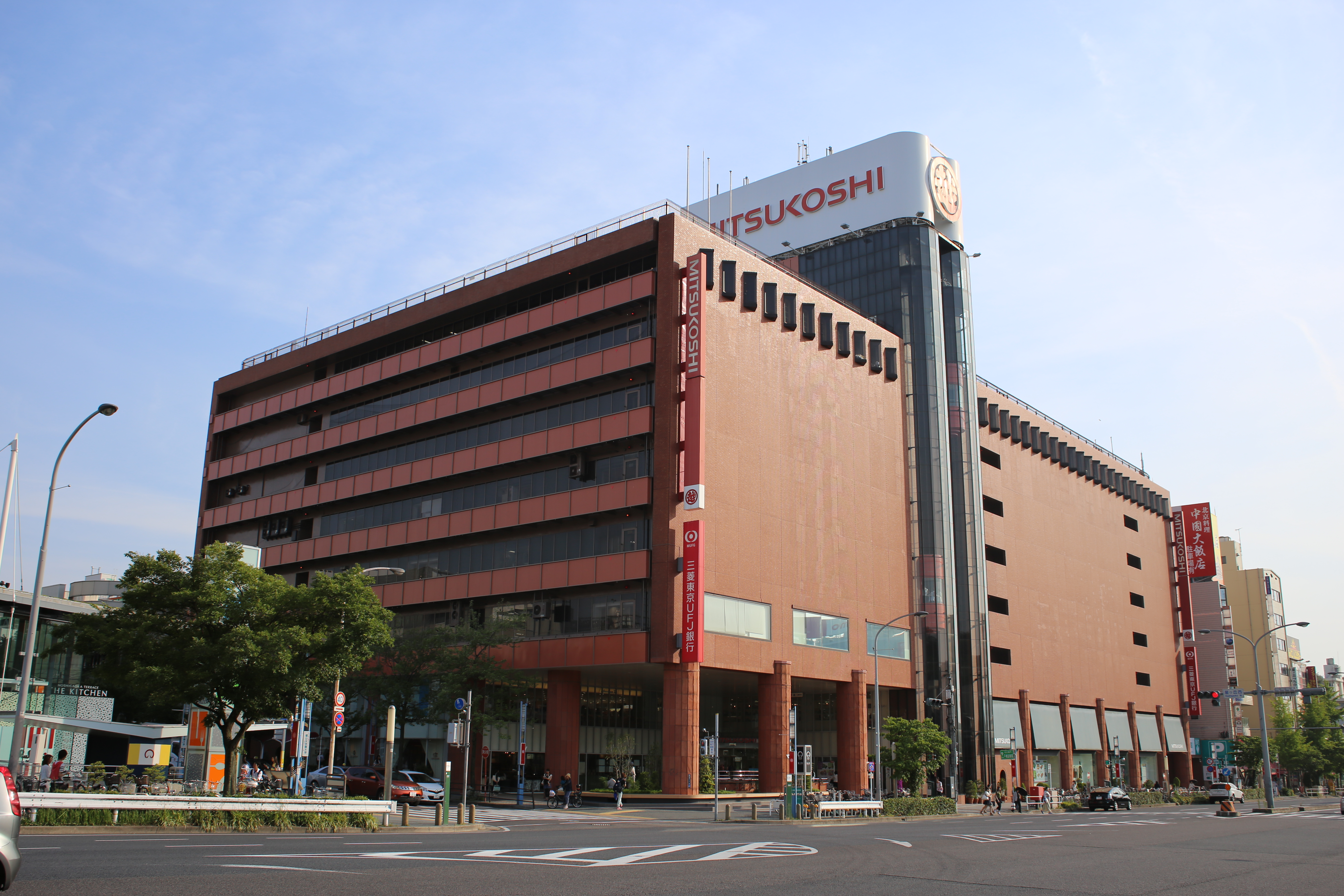
星ヶ丘三越
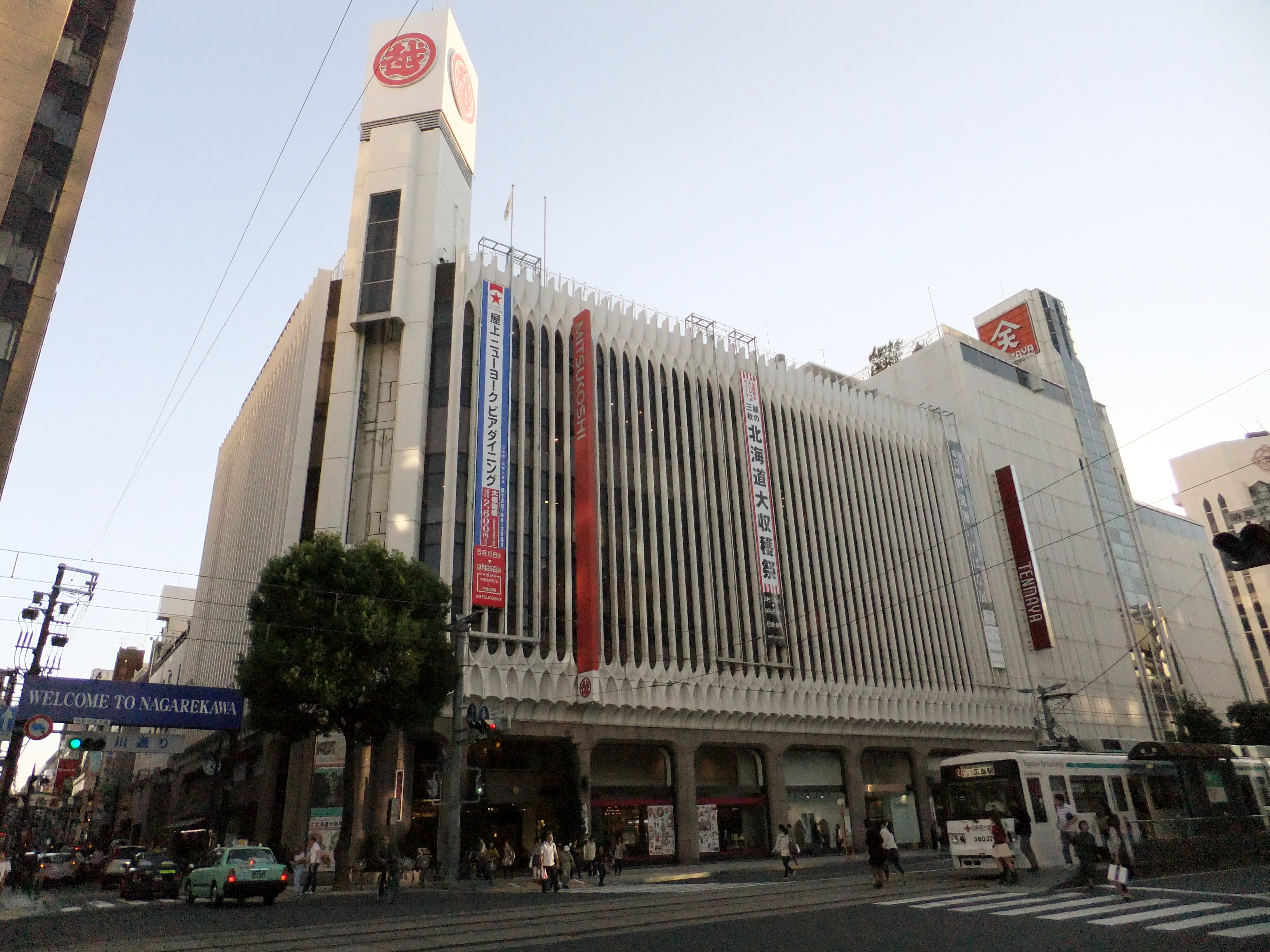
広島三越
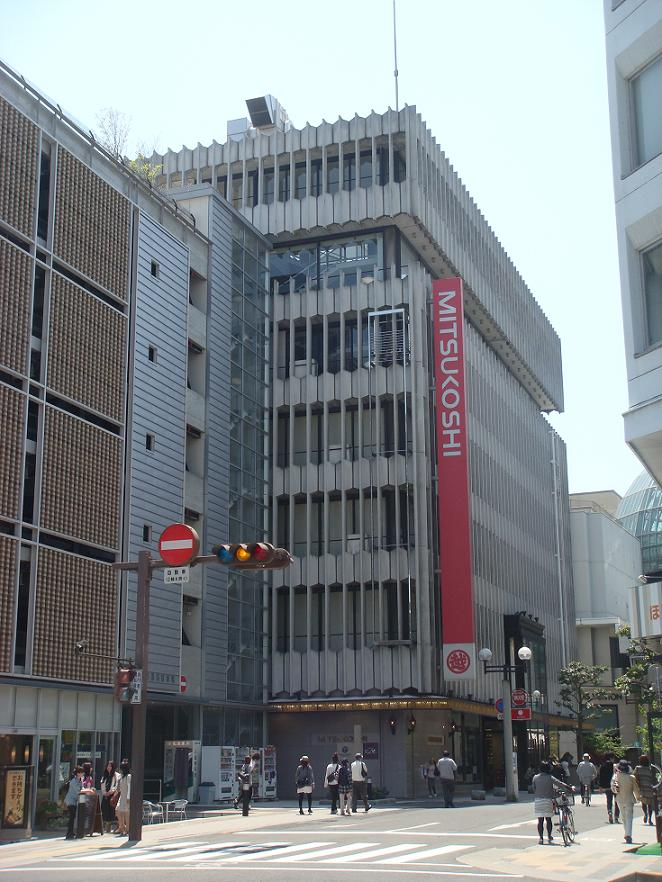
高松三越
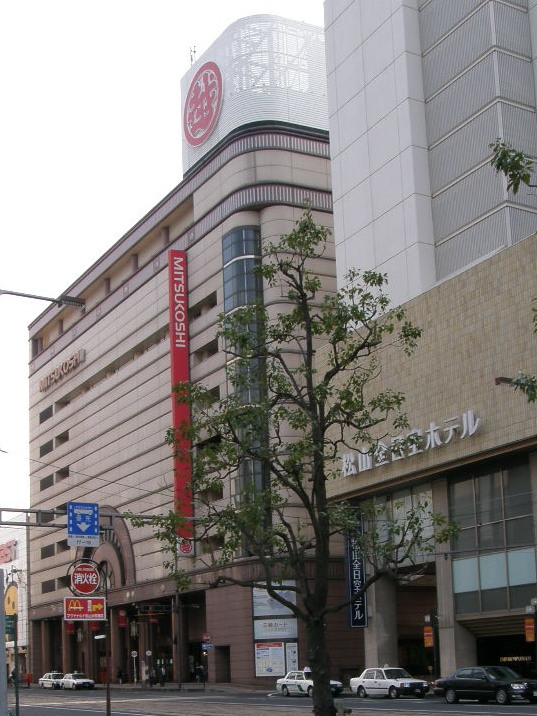
松山三越
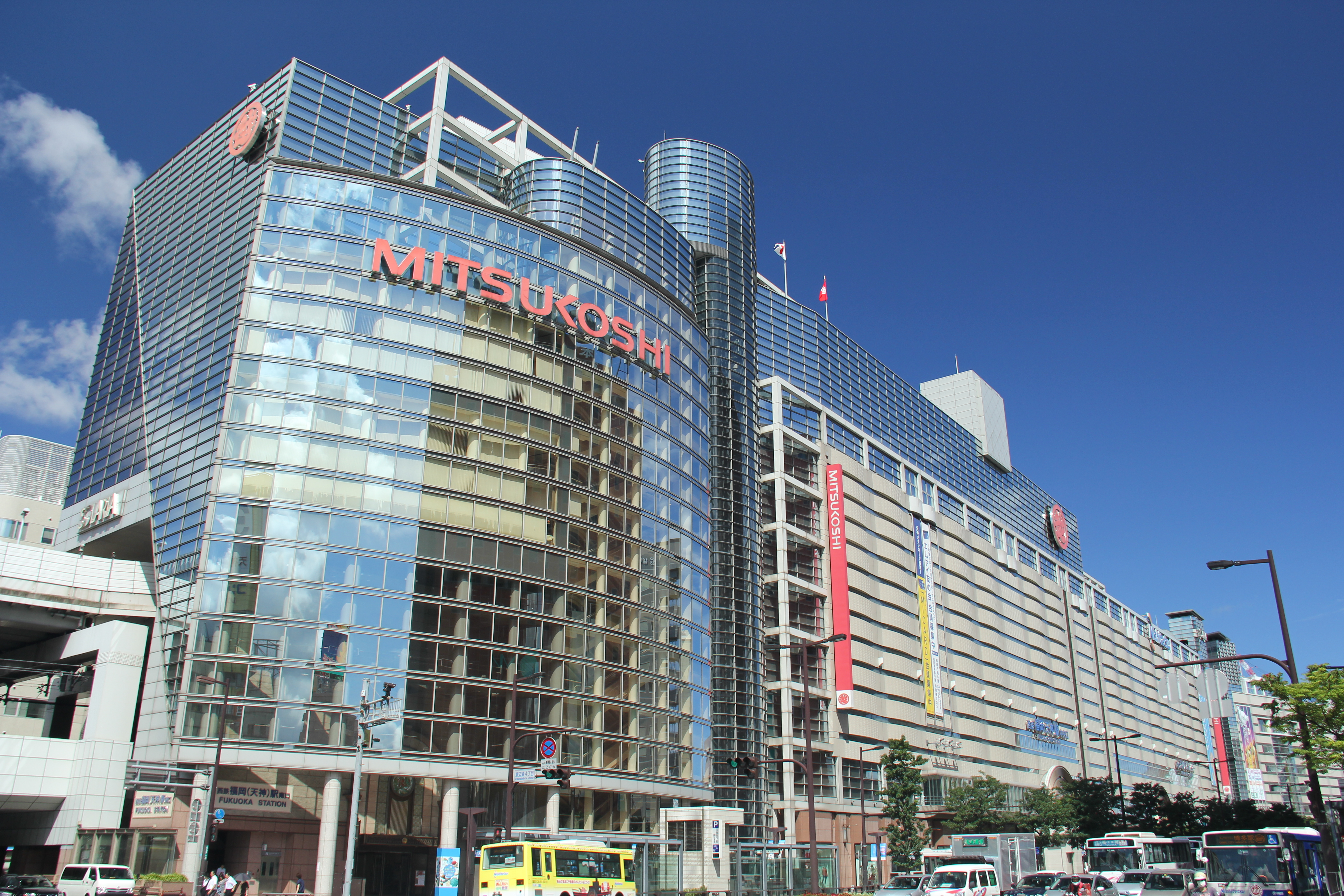
福岡三越

株式会社広島三越（広島三越）
広島県広島市中区胡町5-11中国新聞文化事業社ビル（広島電鉄 胡町電停前）1973年4月8日開店。広島市中心部の紙屋町・八丁堀地区に位置する。14,979m2： 155億円。
株式会社高松三越（高松三越）
香川県高松市内町7-1（高松琴平電鉄 片原町駅）1931年3月17日開店。22,474m2： 230億円。
株式会社松山三越（松山三越）
愛媛県松山市一番町3-1-1 （伊予鉄道城南線 大街道電停前） ： 1946年開店。20,107m2： 141億円。
株式会社岩田屋三越（福岡三越）
福岡県福岡市中央区天神2-1-1 ソラリアターミナルビル（西鉄福岡（天神）駅ビル）1997年10月1日開店。37,064m2： 294億円。
三越初のターミナルデパート。西日本鉄道（西鉄）が駅の再開発を行うパートナーとして三越を選定し、合弁会社を設立した（三越8：西鉄2）。一旦直営化された後、2010年10月1日より、HDS地域分社の方針の則り岩田屋と経営統合した（岩田屋再建がセット）。
- 札幌三越
- 仙台三越
- 名古屋栄三越
- 名古屋三越ラシック店
- 星ヶ丘三越
- 広島三越
- 高松三越
- 松山三越
- 福岡三越

### 海外店舗
新光三越百貨股份有限公司（中華民国（台湾））

1991年、新光グループとの合弁により設立。日本スタイルの百貨店として現地の人たちに支持され、最も成功している事例。
台北・桃園・台中・嘉義・台南・高雄など。
花園飯店（上海）三越ショップ（業務受託店）
中国 上海市茂名南路58号 花園飯店（オークラガーデンホテル）上海1F。地下鉄1号線 陝西南路駅 徒歩3分。
1989年10月15日ソフトオープン、1990年3月20日グランドオープン
1998年、2000年、2007年にリニューアルを実施。
ギフトショップ・スタイルの小型店で、「シルク絨毯」「中国伝統工芸品」「シノワズリ雑貨」「キオスク」「日本ファッション」「欧州インポート雑貨」の全6ショップで構成されている。キヨスクでは清涼飲料やスナック菓子から新聞雑誌、薬といったコンビアイテムも販売している。
花園飯店は1920年代に建てられた租界時代の象徴ともいえる旧フランス倶楽部の由緒ある建物で「優秀歴史建築」に指定されている。
オーランド三越
アメリカ合衆国現地法人：Mitsukoshi (U.S.A.) Inc.（オフィスはニューヨーク）
1982年 フロリダ州オーランド市 ウォルト・ディズニー・ワールド・リゾート エプコットワールド・ショーケース日本館内に出店。

## 過去に存在した店舗

### 国内百貨店
新宿店（新宿アルコット店）・南館
東京都新宿区新宿3-29-1 自社ビル。
東京都新宿区新宿3-33-1
- 新宿店： 1923年10月、三越は新宿追分に開設したマーケットを三越新宿分店と名を変え、1925年に10月、新宿駅東口の駅前に地上5階・地下1階の店舗を建設し移転。1930年10月には、新宿通り沿いに地上8階・地下3階の新店舗して再度移転した。2005年に業態転換し、テナント集積型の都市型ファッションビル「新宿三越アルコット店」に全館リニューアルを図った。だが、外部一括賃貸に伴い、アルコットは2012年3月31日で営業を終了。同年7月、跡地にはビックカメラが10年間の定期建物貸借契約により、ユニクロとの協業で「ビックロ」を開業した。しかし、2022年に契約が切れるのを機に、ユニクロが契約の非更新（撤退）を決定し、ビックロとしては2022年6月19日をもって閉店した。その後建物は「ビックカメラ新宿東口店」となり、ジーユーやフットサルコートなども営業する。閉店後の三越伊勢丹の新宿地区での営業拠点は、伊勢丹新宿店が担っている。

- 南館： 1960年で閉鎖となった新宿4丁目交差点そばの新宿第一劇場跡地を三越が取得。長らく新宿三越の駐車場として使用してきたが、その場所に新館が建設されることになり、1991年10月に新宿三越南館が開業、最上階には三越美術館も併設された。だが、バブル崩壊後の消費低迷や、1996年10月の新宿駅南口におけるタカシマヤタイムズスクエアの開業など競合激化もあり、1999年7月末を以って南館・美術館とも閉館した。閉店後、建物は全館大塚家具に賃貸され、同年9月から「IDC大塚家具新宿ショールーム」が営業する。※詳細は「大塚家具と協調販売」の項を参照。

池袋店
東京都豊島区東池袋1-5-7（池袋駅東口）
1957年開店-2009年5月6日閉店。東武百貨店・西武池袋本店との競合で厳しい事業環境に置かれ、売上が低迷していた。閉店後シンプレクス・リート投資法人へ約750億円で売却。2009年10月30日「ヤマダ電機LABI1日本総本店池袋」開店。

横浜店（横浜三越）
神奈川県横浜市西区北幸1-2-7 ： 横浜駅西口 岩崎学園ビル
1973年11月23日開店-2005年5月5日閉店。2005年11月18日ヨドバシ横浜開店。
開業以前に相模鉄道から横浜駅ビルへの出店要請があったが、辞退した。戦前の難波出店計画と同様に、のちに出店表明した髙島屋が開業して旗艦店を構える形となってしまった。

上大岡店（横浜三越・上大岡三越）
神奈川県横浜市港南区上大岡西1-18-3
- 旧館：1980年「上大岡三越エレガンス」として、東急ストア跡地（オサダビル）に開店。後に、「上大岡三越サンプラザ」に改称。新館に移転後、解体。
- 新館：1996年 隣地「新オサダビル（現：ミオカリスト館）」に拡張移転し「上大岡三越ガーデンスクエア」3,401m2となる。2003年12月31日閉店。三越撤退後、専門店ビル化（リストガーデンスクエア）。2010年4月16日、旧館跡に新築された再開発ビル「ミオカ」と一体化し、「ミオカリスト館」となる。

千葉店（千葉三越）
千葉県千葉市中央区富士見2-6-1（JR東日本「千葉駅」前）中規模店。27,177m2：126億円
※1972年、地場百貨店の奈良屋と合弁で「ニューナラヤ」を設立。1984年「株式会社千葉三越」に改称。2003年直営化された。2017年3月20日をもって閉店。三越撤退後、同店の建物と敷地を保有していた塚本総業は同社が手がける再開発に協力する意向を示したファーストコーポレーションに跡地を売却。建物を解体した上で下層階に公共・商業施設、上層階に分譲マンションとする複合施設の建設を計画しており、2026年8月下旬の竣工を予定している。

新潟店（新潟三越伊勢丹）
新潟県新潟市中央区西堀通5番町866 （新潟交通 古町バス停前） ： 20,596m2： 137億円。2020年3月22日閉店。
※ 1978年小林百貨店に資本参加。1980年株式会社新潟三越に改称。名古屋三越に併合後、直営化されたが、2010年4月1日地域別再編のため分離し新潟伊勢丹と経営統合した。2023年9月、閉店後に跡地を購入した地元ゼネコンの廣瀨と東京建物、地権者でつくる「西堀通5番町地区市街地再開発準備組合」が再開発計画を発表した。それによると、商業施設・オフィス・住宅からなる地下1階地上37階建ての複合施設を建設。2029年の完成を目指す。

金沢店、名古屋三越金沢店

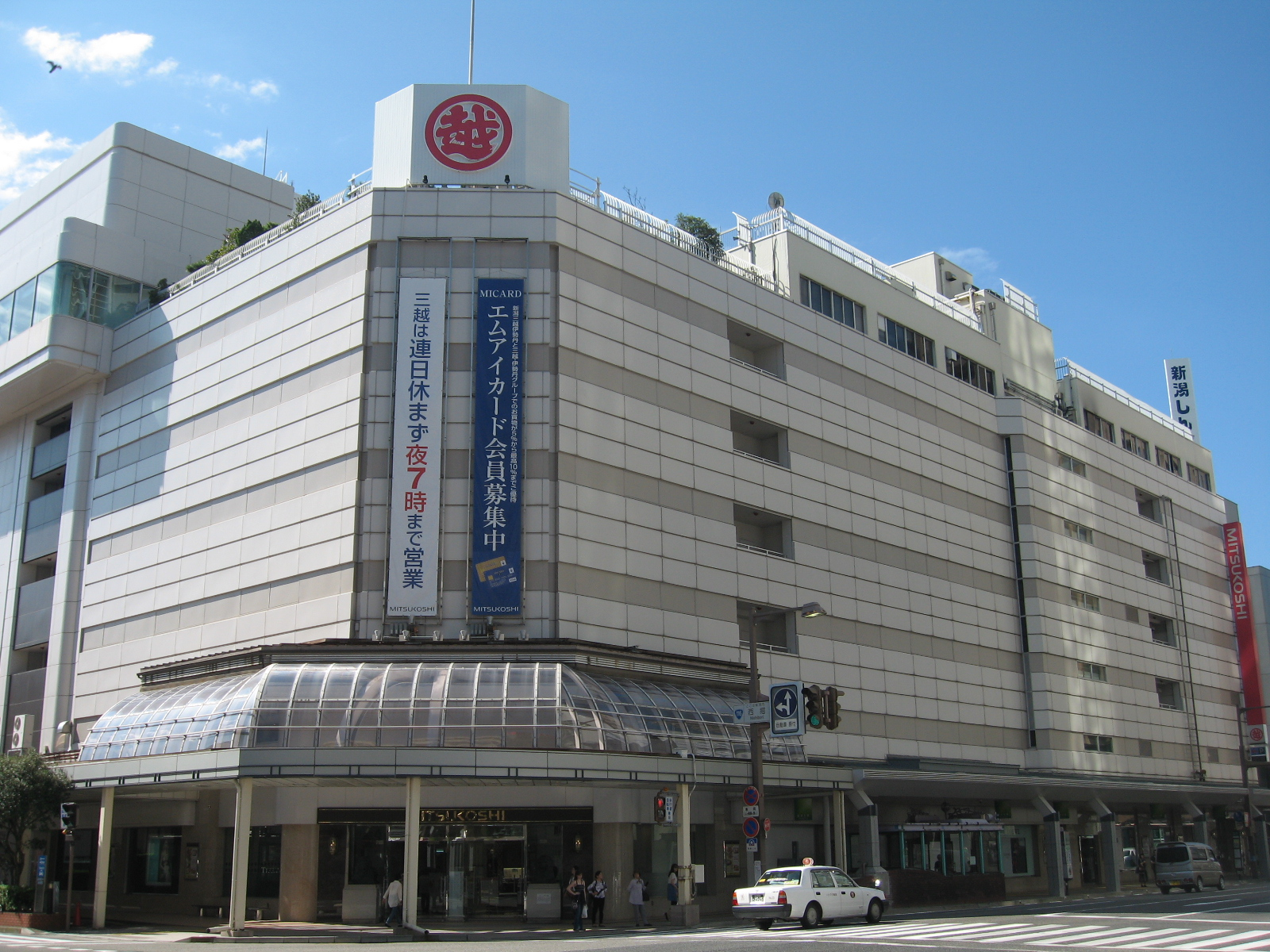
新潟三越

- 初代（三越金沢店）：石川県金沢市武蔵町15-1 ： 武蔵ヶ辻。1930年11月15日「三越金沢店」開店。1935年8月25日閉店。閉店後、ビル所有者が「丸越金沢本店」を開業（→ 大和武蔵店 → （再独立）丸越金沢本店 → 金沢名鉄丸越百貨店（初代店舗。のちに向かいに新築した二代目店舗建物（現：金沢エムザ）へ移転）。
- 2代目（名古屋三越金沢店）：石川県金沢市昭和町540 ： 金沢駅前ヴィサージュ(株式会社第一ビルディング)。1990年5月開店。1999年10月31日閉店。2フロアの小型店だった。撤退後のテナントは様々。

大阪店
大阪府大阪市中央区高麗橋1-7-5
1691年、越後屋の出店として開設。1917年本館開店。地下鉄堺筋線の北浜駅直結。1995年の阪神・淡路大震災で、震源のあった兵庫県に立地しないにもかかわらず、旧館にひびが入ったことが発覚した。旧館は取り壊し、平屋建ての新館に建て替えた。本館と合わせた営業面積が半分以下に減少し、赤字幅が拡大した。下記JR大阪駅への出店が具体化したこともあり、2005年5月5日閉店。白木屋撤退後、船場地区最後の百貨店であった。周辺には三井銀行大阪営業部（現・三井住友銀行大阪中央支店）やかつては三井物産関西支社もあり、大阪における三井グループの拠点であった。
また、かつては開局当初のNHK大阪放送局（社団法人大阪放送局）も屋上に拠点を構えており、上本町に移転するまでここから放送していた。
タワーマンションを中心とする複合ビルThe Kitahamaが建設されて、商業ゾーンには小型百貨店として北浜阪急の入居計画もあった。しかし、京都に本社を置くスーパーマーケットフレスコを核とする「ザ・北浜プラザ」が開設された。

JR大阪三越伊勢丹
JR大阪駅ビル（大阪ステーションシティ・ノースゲートビルディング）内。
2011年5月4日開店。2015年4月1日、売上不振により閉店。ジェイアール西日本伊勢丹による運営。2015年4月2日、JR大阪三越伊勢丹からファッションビルのルクア1100（イーレ）に転換し、ルクア1100内の「isetan LUCUA 1100 store」として販売形態、売場面積、店舗ブランド変更、規模を大幅縮小した上でリニューアルオープン。元々伊勢丹色が強い店舗であったが、リニューアルにより三越としては完全に無くなった。店舗案内についても伊勢丹サイトにて引き続き記載されているが、三越サイトではルクア1100は記載されていない。

枚方店
大阪府枚方市岡東町18-20 枚方中央ビル
1968年7月13日開店。周囲のビルに店舗を拡張して、三越提携店でもある枚方近鉄百貨店と激しい競争を行った。当初は三越が高級品を扱い、ひらかた丸物→枚方近鉄がセールを繰り返していたが、近鉄側の改善で今度は三越がセールを濫発して売場を埋める状況に陥ってしまい、1989年時点で既に周囲のビルは返還して縮小していた。デパ地下の営業をやめてラッキーが入居するなどのてこ入れ策を取ったが、2005年5月5日に大阪店とともに閉店。閉店後は「ラッキー」が営業を続けるほか、TSUTAYA枚方駅前本店物販館・スターバックス・ABCクラフト・が入居。
なお、枚方近鉄百貨店は1998年に近鉄百貨店が直営する枚方店となった後もしばらく黒字店舗だったが、2000年代後半に赤字転落した。1990年代に開店した京阪百貨店ひらかた店との競争の激化、リーマン・ショックによる消費低迷が理由とされている。2012年2月末で閉店して枚方T-SITEへ建て替えられた。

神戸店・パルパローレ三越神戸元町
- 初代：兵庫県神戸市中央区元町通6-2-12

1926年に、地元資本の「元町デパート」を買収して開店。神戸高速鉄道に出資して西元町駅との直結を図ったが、そごう神戸店や大丸神戸店との競争に負けて、1984年2月に閉店して解体された。跡地にはホテルシェレナが建設されたが、阪神大震災で被災して休業した。別々に売却されてマンションが立てられている。
- 2代目：兵庫県神戸市中央区元町通3-9-8 パルパローレ元町
1984年6月「パルパローレ三越」 1,049m2 開店。2004年1月31日閉店。2004年9月マスヤ株式会社・本社ビル「パルパローレ」リニューアルオープン。

倉敷店
岡山県倉敷市阿知1-7-1 ： 倉敷駅前 倉敷開発ビル。16.211m2
1980年開店-2005年5月5日閉店。2008年3月29日 天満屋倉敷店が移転入居。

鹿児島店（旧：丸屋）
鹿児島県鹿児島市呉服町33 ： 天文館地区
丸屋（呉服太物商）1892年創業。1961年「丸屋デパート」開店。1983年7月資本提携により商号変更「株式会社鹿児島三越」。1984年「株式会社丸屋本社」発足。2003年鹿児島三越を吸収合併し「三越鹿児島店」となる。2009年閉店。2010年、ビルを所有していた丸屋本社がテナントビル「マルヤガーデンズ」を開業。

### 専門館
二幸食品店
「海の幸、山の幸」から命名された東京新宿の食料品専門店。その後、現在の新宿アルタになった。
三越ハウス館
1984年、東京池袋のサンシャインシティ三越に「三越ハウス館」として開業。家具などを扱ったが、後に閉店。1996年7月に現在のナムコ・ナンジャタウンになった。
原宿アルタ
2015年3月7日開店。2025年2月28日閉館。当施設は三井不動産の竹下通りスクエアの施設。
新宿アルタ
原宿同様2025年2月28日閉館。
札幌アルタ
2010年8月に閉店し、跡地の一部は丸ヨ池内となった。
中洲三越エレガンス・三越福岡天神 ティファニー館
- 初代：福岡県福岡市博多区中洲2-6-7 ： 1982年「中洲三越エレガンス」開店。1986年閉鎖。
- 2代目：福岡県福岡市中央区天神2-7-8 ： 1992年「三越福岡天神 ティファニー館」開店。1997年 現在の福岡三越（岩田屋三越）開店に伴い閉店。

新潟アルタ
新潟県新潟市中央区万代1-3-30 万代シテイ ： シルバーホテルビル地下1〜地上2階 （新潟交通「万代シテイバスセンター」前）
旧.三越エレガンス。「三越万代店」改称後、ターゲットを若年層に変更し「アルタ」に業態転換した。2019年3月24日閉店。
恵比寿店（恵比寿三越）
東京都渋谷区恵比寿4-20-7 恵比寿ガーデンプレイス内（JR山手線・東京メトロ日比谷線「恵比寿」駅前） ： 1994年開店。売上高の低迷により2021年2月に閉店。

### 小型店舗
吉祥寺店
東京都武蔵野市吉祥寺本町1-19-1 近鉄百貨店東京店ビル
2001年開店 - 2006年5月7日閉店。近鉄百貨店東京店の閉店後に近鉄百貨店からの賃貸で入居するも、営業期間わずか5年での撤退。3番目の短命店舗となった。共同出店した大塚家具を増床する計画を近鉄側が拒否したため白紙撤回、全館閉館した。建物は近鉄百貨店から投資ファンドに売却されて、改修。2007年6月29日に「ヨドバシ吉祥寺」が開店した。

多摩センター店（多摩センター三越）
東京都多摩市落合1-46-1 （京王・小田急・多摩都市モノレール「多摩センター」駅前）多摩センター百貨店ビル
閉店した多摩そごうの跡地に、2000年11月、「大塚家具」との共同で出店した。だが、 3～5階に入居の大塚家具は、2010年12月に髙島屋立川店（現・立川髙島屋S.C.）へ移転。翌年4月には、大塚家具の撤退部分に専門店が入り、施設名称を「ココリア多摩センター」に改め、新装オープンした。多摩センター三越は、2007年のピーク時には70億円弱の売上高を記録していたが、その後、低下傾向が続き、2017年3月20日閉店した。

武蔵村山三越
東京都武蔵村山市榎1-1-3 ダイヤモンドシティ・ミュー ノースタワー
2006年11月18日開店 - 2009年3月1日閉店。三越初の郊外型SCへの出店。新しいビジネス・モデルとして郊外への店舗展開を模索していた三越にとって、イオンとの連携は、時間短縮やコスト面での利点が多いと考え、ストアコンセプトを『Hand In Hand －手に手をとって』とした。同じスタイルで宮城県名取市でも共同出店を試みた。しかし売上は目標を大きく下回り 7億円の赤字が発生したため、わずか2年半で営業終了。名取店ともども短命に終った。撤退にあたっては、本来三越はイオンに対して莫大な違約金を支払う必要があったが、話し合いの結果、当初契約期間の賃貸料と原状回復費用の支払いのみで折り合いをつけることができた。閉店後ノースタワーはフロアごとにフラクサス、ヴィクトリア、ノジマが入居した。

名取三越
宮城県名取市杜せきのした5-3-1「ダイヤモンドシティ・エアリ」内
2007年2月28日開店 - 2009年3月1日閉店。営業期間わずか2年という最短命店舗となってしまった。

三越シルバーハウス・駒沢三越エレガンス
東京都世田谷区深沢6-8-18
三越シルバーハウスは、1972年、三越の創業300年記念事業の一環で建築された迎賓館。設計は近代数寄屋造りの巨匠吉田五十八。江戸時代からの三越関連資料を扱う2層の展示室、ロビーやサロン、食堂といった諸室から構成され、日本庭園もあった。
駒沢三越エレガンスは、シルバーハウスの一角に1976年12月開業。世田谷区や隣接する目黒区、大田区は三越の固定客が多く、駒沢地区は広大な駒沢公園を中心に環境の良い高級住宅街で、比較的生活レベルの高い地域であることから、駒沢三越エレガンスは、こうした地域に居住する20代後半から40代前半までの生活範囲が広く、購買意欲の高い婦人層を対象にふだんの生活のレベルアップを目指した品揃えを展開。既存の三越エレガンスは、新宿、六本木、新潟、梅田、札幌など都市の繁華街に出店し、輸入品を中心とした高級ファッション衣料・雑貨を取り扱ってきたが、駒沢は初の試みとして、郊外の住宅街に出店。食料品も扱うことになった。また隣接して東京會舘のレストラン「ダルジャン」も同時に開業している。後には自動車ディーラー「三越ワールドモーターズ・ユーノス駒沢店」も併設された。しかし、両施設とも1999年に閉店。駒澤三越エレガンスは2005年解体され、2006年には三越シルバーハウスを活用して駒澤大学深沢校舎が建設されている。

洗足三越バラエティストア・洗足三越エレガンス
東京都目黒区洗足2-1446-7 ： 配送所跡を利用して出店した生活密着型サテライト・ショップ1号店。
1F食料品、2F衣料とギフト。 2005年閉店。店舗解体後、マンション「プラウド目黒洗足」が建設された。

滝山三越エレガンス
東京都東久留米市滝山4-1-32 滝山団地中央
1960年代に造成されたマンモス団地内の生活密着型店舗。1F食料品、2F寝具・インテリア売場。
2001年閉店。後継「マツモトキヨシ滝山団地店」も閉店。2012年現在空き店舗。

習志野台三越エレガンス
千葉県船橋市習志野台3-2-1 UR習志野台団地内 きたならエール ： 新京成・東葉高速北習志野駅前、793m2。
1967年12月開店。生活密着型店舗。千葉店より歴史が古い日本橋本店のサテライト。
2003年8月31日閉店。後継は「新鮮館魚次」が入居。

花見川三越エレガンス
千葉市花見川区花見川3-18-101 UR花見川団地内 ： 577m2
1968年9月開店。生活密着型店舗。千葉店より歴史が古い、日本橋本店のサテライト。
2003年8月31日閉店。後継は「TESCO花見川店」を経て現在は「アコレ花見川店」および「オリジン弁当花見川店」。

大船三越ファニチャーセンター・大船三越エレガンス・鎌倉三越
神奈川県鎌倉市大船6-1-1 松竹ショッピングセンター（松竹大船撮影所跡）
1974年11月から1979年10月まで、家具・インテリア中心の「大船三越ファニチャーセンター」として撮影所構内で営業。
「大船三越エレガンス」に業態転換し、新築された松竹ショッピングセンターB棟1階に移転・賃貸入居。（A棟はイトーヨーカドー大船店）。1981年6月2日開店。2,504m2。衣料品や食料品も扱った。「鎌倉三越」改称後は所得の高い高齢者層に絞った品揃えをしてきた。
2009年3月1日閉店。9月からは、B棟 1FにBOOK OFFスーパーバザー鎌倉大船店、2Fにザ・ダイソー、サイゼリヤなどが入居。
なお、その12年後の2021年7月15日には、大船駅笠間口にある大型複合施設『GRAND SHIP』内の1階と2階に『FOOD & TIME ISETAN OFUNA』が開店している。

三越丸の内売店
（新丸の内ビルヂング）73m2。1953年3月開店。2004年1月31日閉店。
三越お台場
（アクアシティ） 112m2。2000年4月開店。2004年2月閉店。
三越羽田空港売店
2005年閉店。
三越成田空港第一ビル売店
195m2、1978年5月開店、2004年1月閉店。
三越成田空港第二ビル売店
18m2、2010年3月閉店。
三越昭島・三越秦野・三越狭山・三越飯能・三越栃木
2007年1月閉店。
三越君津
97m2、2010年3月閉店。
三越銚子
181m2、2010年3月閉店。
三越四街道
320m2、2010年3月閉店。
三越羽生
2014年10月6日にエムアイプラザ羽生としてMD変更。
三越川口
2008年11月13日にララガーデン川口内テナントとして開店。2015年1月18日閉店。
三越川越
2015年3月1日閉店。ウニクス川越内にエムアイプラザ川越として2015年3月13日移転開業。
三越厚木
エムアイプラザ厚木としてアミューあつぎに移転。
三越長野
長野県長野市南千歳町1-12-7 新正和ビル。887m2。
1991年10月開店。2004年2月一旦閉店。その後同一場所で復活するも2007年1月14日閉店。
三越小田原ギフトサロン
神奈川県小田原市栄町1-1-9 JR小田原駅ビルラスカ5F ： 159m2。2005年6月開店、2010年3月閉店。
ニューヨークランウェイ・バイ・ミツコシ
兵庫県神戸市北区上津台7-3 215区 神戸三田プレミアム・アウトレット内 ： 201m2。
2007年7月6日開店。インポート・カジュアルウェア扱う三越内自主運営セレクトショップの最終販売ルートとしてオープン。2010年3月閉店。
三越函館
430m2。1986年7月開店、2005年2月28日閉店。食料品、婦人服とギフトを扱っていた。外商事務所のみ「五稜郭フコク生命ビル」に移転。2019年6月9日、十字屋ホテルとしてオープン。
三越苫小牧
320m2。2010年2月21日閉店。外商出張所へ転換。
三越新千歳空港売店
210m2。2011年5月31日閉店。年商は10億円で土産物店としてはトップクラスだったが、ターミナルビル増築後の賃料値上げにより撤退を決意。新千歳空港には丸井今井も出店しているため経営統合後の競合を避けることにした。
三越盛岡ギフトショップ
1981年開店。1990年移転。2009年3月閉店。
三越秋田
198m2。1979年秋田市中通に開店、1987年同市山王に移転。2010年3月1日閉店。婦人服や食器、かばん、ギフト商品などを取り扱った。2003年度売上1億9,300万円が、2008年度売上1億3,200万円まで落ち込み業績低迷していた。
三越柏崎
73m2。2010年2月閉店。長岡外商出張所 2010年3月営業終了。
祇園三越エレガンス
京都府京都市東山区祇園町北側268　ヤサカ祇園ビル
1,369m2。
1977年12月1日開店。1981年閉店。売上高935百万円（1981年）
三越三田
2階建てであった。開店時期不明、閉店時期不明。
三越明石
305m2。1986年10月開店。2004年1月閉店。
高松三越エレガンス→高松YOU三越
香川県高松市田町1-1 高松東宝会館地下1階 - 2階 ： 761m2
1978年12月「三越エレガンス」開店。1989年に若者にターゲットを絞ったファッション・モール「YOU三越」に業態転換。
2004年2月29日閉店。
三越小豆島ギフトショップ
299m2  1991年2月開店。2005年2月閉店。食料品、婦人服とギフトを扱った
高松空港三越売店
1989年の現高松空港開港とともに開業。2018年の高松空港民営化で退去させられ、2019年3月3日閉店。
三越伊予三島・三越宇和島・大洲外商出張所
214m2、194m2。2010年3月閉鎖。
三越西条・三越枕崎
2005年閉店。

### 海外店
京城店（けいじょうてん）
大韓帝国 - 日本統治時代の朝鮮
京城府本町1-52（現ソウル特別市中区忠武路52） ： 韓国を代表する繁華街明洞（ミョンドン）と南大門市場の中間に位置した。
1906年、本町通り 鐘紡売店所在地に「京城出張所」として開店。
1908年、隣接する三井物産跡地を買収し、建物を併合。2階建て50坪。
1916年、3階建て200坪の建物を増設。店員も50人に増員し、百貨店形式を整えた。
1928年、「京城支店」に昇格。
1930年、鉄筋コンクリート造 4階建てに改築。設計：三越建築事務所、施工：多田工務店。朝鮮半島各地の物産を集めて販売。現地在住邦人に人気の店となった。
この時代、京城では三越の他に、丁子屋、和信、三中井、平田の五大百貨店が競い合っていた。
1941年、東京、大阪についで3位の売り上げとなった。
1945年、終戦により撤退。その後、建物はそのままに韓国資本の「東和百貨店」（トンファペックァジョム）となる。
1963年、サムスングループ傘下となり（1997年離脱）、一般公募により「新世界百貨店」（シンセゲ・ペックァジョム）と改称。2007年本館をリニューアルしたが、外観は三越当時の雰囲気をそのまま残している。
豊原店（とよはらてん）
樺太庁豊原市（現ロシア連邦サハリン州ユジノサハリンスク市）豊原大通り（現レーニナ通り）および真岡通り（現サハリーンスカヤ通り）が交差する角地に立地。地上4階・地下1階があり、総床面積は4,000 ㎡。建物は新古典主義建築で、二つの目貫通りに面してL字状に建てられている。
1945年8月、日ソ中立条約を一方的に破棄し対日参戦したソ連に占領され同建物も接収。「サハリンデパート」として現在に至る。
1990年代前半頃、市場型経済への急激な移行でロシア経済が混乱していた影響で経営を立て直す必要に迫られ、旧ソ連時代の都市によく見られた子供百貨店「タヴァールィ・ドリャー・ヂェチェイー（ТОВАРЫ ДЛЯ ДЕТЕИ、「子供用品」のロシア語訳）」として経営されていた期間もあった。
2020年1月時点の写真では、交差点角の入り口上のディスプレイ装置や、建物裏の駐車場などが確認できる。土地が不足している都心部という事もあり、60台程しか駐車出来ない。大衆食堂形式の飲食店は地階に配置されている。
グーグル・ストリートビュー画像
サハリンデパートのフロア構成は下記の通り。
| 階  | フロア概要                                                                                             |
| --- | --- |
| 4F  | 理髪店、他複数テナント店、店内調光管理室、支配人室                                                     |
| 3F  | 観光ガイド映像TV、最新アパレル店、レース加工品店、針刺し店、宝石店、サロン型家具店、他複数テナント店   |
| 2F  | 書店、写真スタジオ、手芸品店、衣料品店、キーロフ産専門毛皮店、記念品店および画廊、他複数テナント店     |
| 1F  | 薬局、花屋、時計修理屋、靴屋、カメラ店、鉢植え園芸店、小サイズ靴店、リボン店、両替店、他複数テナント店 |
| B1F | 食品スーパー、スタローヴァヤ（ロシア風大衆食堂）、他複数テナント店                                     |

大連店
旧満州国大連常磐町（中国 遼寧省大連市中山区中山路108号） ： 大連駅前 青泥窪橋商業区。
1937年開店。鉄筋コンクリート造5階建て塔屋つき。1,000m2。設計：西村大塚聯絡建築事務所、施工：高岡組。
1945年、終戦により撤退。その後、ソ連・ロシア系の百貨店として使用されていた。
1998年10月29日、建物はそのままに外壁がピンクに塗られて「大連秋林女店」（ターリェン・チューリン Churin Lady's Shop）という美容室やレストランを併設した女性のためのファッション専門店ビルになった。
2011年リニューアル。
2016年、もとの薄灰色に塗り変えられて、「ZARA店」になった。
香港三越 銅鑼湾店
香港現地法人：三越企業有限公司（100 %子会社）
銅鑼灣（コーズウェイベイ）店 ： 興利中心（ヘネシーセンター）1981年8月26日開店。2006年9月17日閉店。10,200m2。
尖沙嘴（チムサアチョイ）店 ： 九龍地区広東道太陽広場（サニー・プラザ）7,800m2。
2006年2月決算では77億円の売上を記録。これは日本の小売企業の海外店舗総売上の約40％を占めていた。
現地における不動産価格の高騰に伴い、家賃が急上昇、存続が困難になり、移転先も見つからなかったため撤退した。
香港では、伊勢丹と松坂屋が1996年、大丸が1998年、東急百貨店1999年、そごうが2001年に撤退し、三越は最後の日系百貨店だった。※スーパーのイオン、ユニー（アピタ）は存続している。
現地在住者にも人気が高かったため、再出店の噂（根拠なし）が度々取り沙汰されることがある。
パリ三越
フランス現地法人：Mitsukoshi France, s.a.s.
1971年（昭和46年）6月開店。2010年9月30日閉店。
1,726m2。
日本の百貨店として初の欧州進出店舗。オペラ座に近く日本人観光向けバスの発着場として有名だった。
1996年には年間売上高57億円を記録したが、2001年の米中枢同時多発テロやユーロ高などで旅行客が減少。リピーターもブランド店に直接足を運ぶようになり、赤字が続いていた。
パリの日系百貨店は大丸が1998年、松坂屋が2005年に閉店。最後に残った髙島屋も2011年に撤退した。
三越エトワール（美術館）
1992年6月開館。2011年3月25日閉館。
エトワール凱旋門広場の一角「元帥の館」に立地。日本の伝統美術や工芸を中心に質の高い作品群を紹介してきた。
デュッセルドルフ三越
ドイツ現地法人：Mitsukoshi Deutschland GmbH
1979年（昭和54年）3月開店。
1,264m2。
日本企業連合によるデュッセルドルフ中央駅前インマーマン通り再開発で誕生。ホテルニッコー・デュッセルドルフ内にあった。隣地の独日センターには、日本国総領事館、日本商工会議所等があり日本人街を形成していた。
2009年6月30日閉店。会社は清算された。ユーロ高による日本人渡航者激減などが原因。
支店としてフランクフルト三越（1981年開店）、ミュンヘン三越 もあったが、デュッセルドルフに先立って2008年12月31日で閉店。ベルリン三越は1990年代にごく短い期間の出店だった。
マドリード三越
スペイン現地法人：Mitsukoshi espana s.a.
1979年開店。 2009年12月31日閉店。支店としてバルセロナ三越もあった。
ニューヨーク三越
1979年（昭和54年）3月開店。2006年に閉店。
426m2。
ディズニーワールド日本館
1982年（昭和57年）10月開店。
2,059m2。
ハワイ三越
Mitsukoshi (U.S.A.) Inc.
1979年（昭和54年）6月開店。2006年に閉店。
175m2。
観光のメッカハワイ州ホノルル、ワイキキ・ビーチのメインストリートであるカラカウアアベニューに立地していた。
ハワイの日系百貨店は横浜岡田屋がやはり2004年に閉店しているが、白木屋（アラモアナセンター内）は現地法人によって今も営業を続けている。
ロンドン三越
英国現地法人：Mitsukoshi (uk) Ltd.
1979年（昭和54年）3月開店。
1,742m2。
ロンドンの中心地 地下鉄ピカデリー・サーカス駅ロウワー・リージェント・ストリート出口のまん前に立地。日本で言えば銀座三丁目に相当する場所で、現地路線バスの起終点になっている。当初、オールバニー・アパートへの出店計画を発表したところ、住人団体に反対された。元駐日大使フレッド・ワーナーが、住民に「英国のハロッズに相当する日本の最高級百貨店」であること等を説明し、1年越しで理解を得られたという経緯がある。
ギフトショップ・スタイルの小型店で バーバリー、ダンヒル、アクアスキュータム、ウェッジウッド、ピーターラビットグッズほか、日本未発売の欧州ブランド商品を多数取り揃えていた。日本人観光客向けに免税手続きや、荷物の一時預かりなどを行い、JTBのデスクもあった。
1985年 地階に「レストラン三越」を併設。和食、ラーメンや焼酎が楽しめた。
尚、三越のシンボルであるライオン像は、ピカデリーのトラファルガー広場にあるランドシィーア作ライオン像を模したもの。
5年間の黒字継続と経営状態は良好であったが、2013年9月7日をもって、入居するビルの再開発のため閉店、移転後再開の予定だったが、閉店のまま撤退となった。
ローマ三越
イタリア現地法人：Mitsukoshi Italia s.p.a.
1975年（昭和50年）6月開店。
2,256m2。
ローマ 地下鉄A線 レプッブリカ駅（共和国広場）すぐ。
1階と地下フロアのみ。フェラガモ、フェンディ、ブルガリ、ミッソーニ等高級な欧州ブランド商品を中心に取り扱う、エレガンス・スタイルの小型店。クロネコ・ヤマトのカウンターがあった。新型コロナウイルス感染症の世界的流行を受けて主な顧客である観光客が激減したため2021年7月10日をもって閉店。

### 提携百貨店
株式会社沖縄三越 （沖縄三越）
沖縄県那覇市牧志2-2-30 11,784m2：91億円。
1957年「大越百貨店」として開店。1970年提携により「沖縄三越」に改称。名前は子会社のようだが業務提携のみの店。いわばフランチャイジー。※注）沖縄返還は1972年。2014年9月21日閉店。

### 資本提携店
株式会社プランタン銀座 （プランタン銀座）
東京都中央区銀座3-2-1 読売銀座ビル
1984年、オ・プランタン（フランス）とダイエーの合弁により開店。ダイエーの業績悪化に伴い、全株式を読売新聞東京本社に売却。内30%を三越が入手（70%は読売が保有）。株式会社三越伊勢丹の持分法適用関連会社となり、日本百貨店協会に加盟した。2016年末をもってて業務提携・資本提携を終了し現在は同じ読売系の（マロニエゲート）に統合されている。

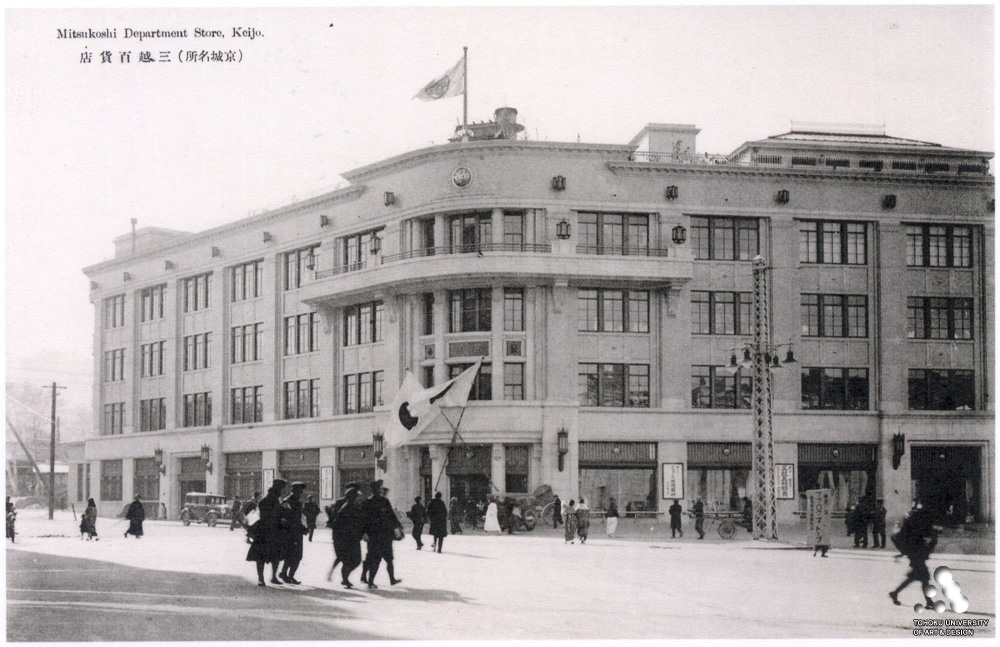
「京城三越」
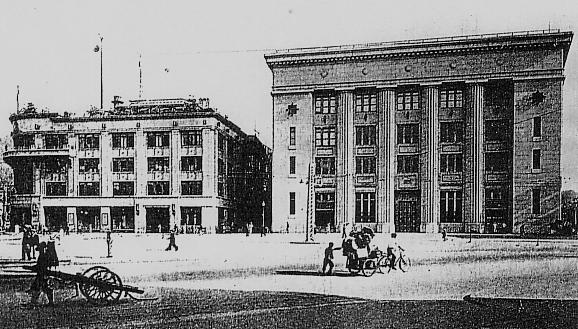
「京城三越」と朝鮮貯蓄銀行
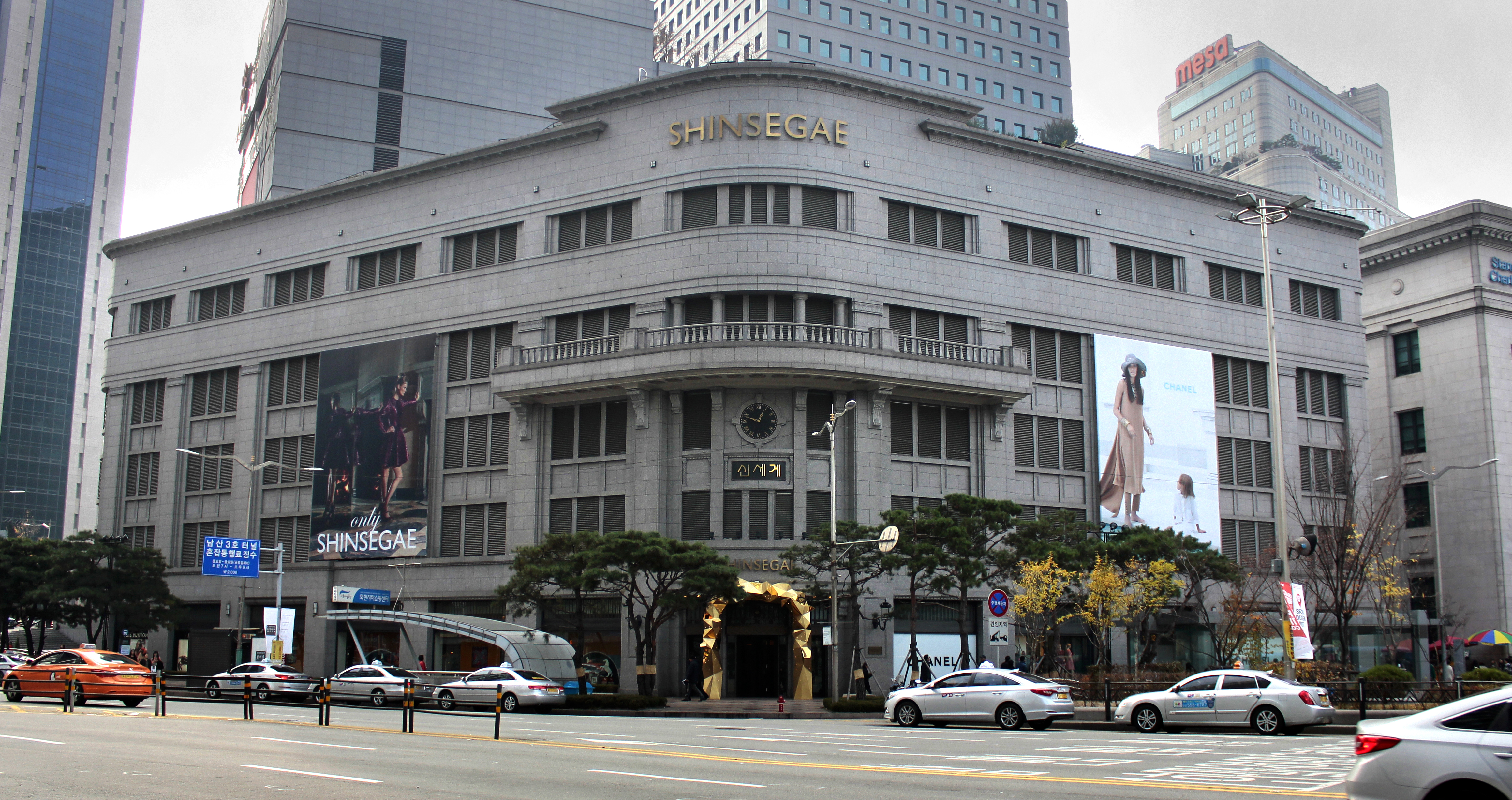
現在の新世界百貨店本店(旧・京城三越)
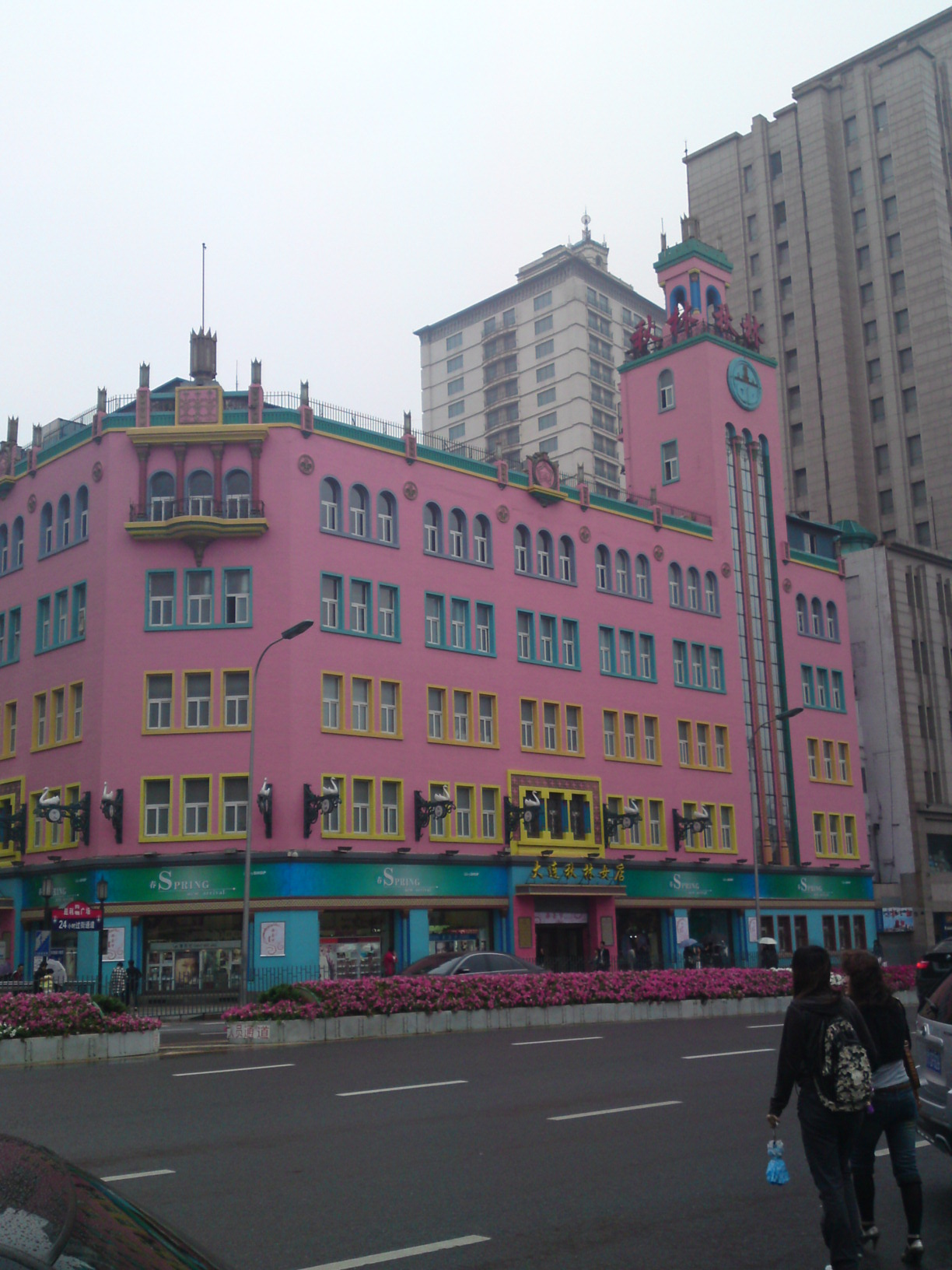
「大連三越」（現：秋林百貨）
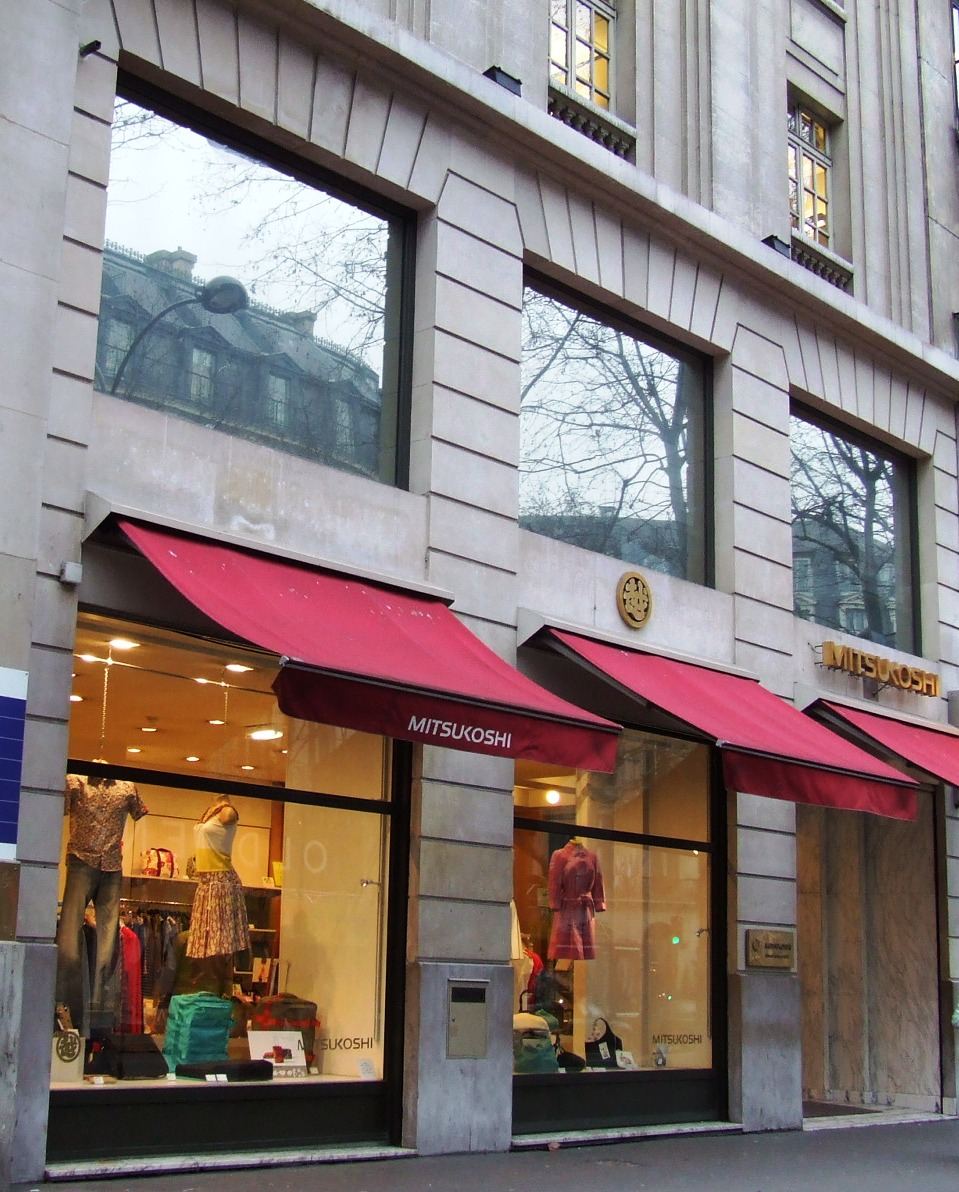
「パリ三越」
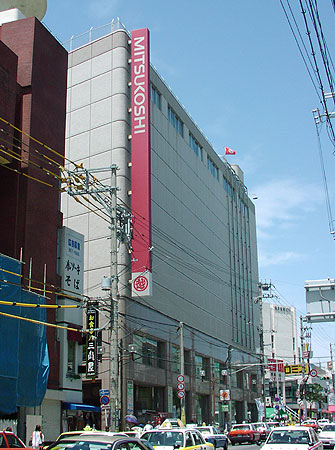
「沖縄三越」

## 出店中止

### 北千住三越
北千住駅西口再開発事業（現・千住ミルディス）の核テナントとして出店表明。千住を創業地とする東武鉄道子会社の東武百貨店、そごう、イトーヨーカ堂系のロビンソン百貨店と地元を巻き込んで激しく争ったが、深刻な亀裂を恐れた足立区の最終判断により、丸井に決着した。

### 岐阜三越
岐阜市のJR岐阜駅前。1990年に名古屋三越百貨店（当時の正式社名）が出店を表明するものの、1992年にバブル崩壊の影響で辞退した。三越グループと業務提携を行っていた岐阜近鉄百貨店の移転計画も出たが、柳ヶ瀬商店街の政治工作で実現せず、岐阜シティ・タワー43が2007年に完成した。

### 奈良三越
2001年、奈良そごう跡地に、多摩センターと同様に大塚家具と共同での出店を表明したが、同年中に撤回。2003年7月イトーヨーカドーが出店した。現在のミ・ナーラ。

### 梅田三越
旧大阪鉄道管理局庁舎跡地に大阪店を移転する形で出店予定だった。当社の落札が有力視されたものの、パルコと共に失敗した。ヨドバシカメラが落札し、ヨドバシ梅田となる。

### 難波三越
戦前に南海ビルディングへの出店を検討していたが、条件面で折り合わず、髙島屋が南海髙島屋をオープンさせた。その後、同社は近接していた大阪店(長堀店または大阪長堀店とも呼称)を閉店させたため、現在は旧・南海髙島屋が髙島屋大阪店（本店）となっている。

### 心斎橋三越
当初は、そごうの経営難の時にそごう大阪店を解体し、跡地を三越に売却する予定であった。しかし、和田繁明の方針転換により、白紙となった。2005年にそごう心斎橋本店が開業したが、業績不振で2009年に閉鎖された。大丸心斎橋店北館となり、2021年からは大半のフロアが心斎橋パルコとして営業している。

### 三宮三越
戦前に阪神三宮駅の三宮阪神ビルへの進出を検討していたが、結局そごうが2号店としてそごう神戸店を開店させた。その後、2017年にエイチ・ツー・オー・リテイリング(阪急阪神東宝グループ)に譲渡され、2019年9月30日に同店は閉店。10月5日より阪急百貨店の神戸阪急として営業している。また、戦後の1967年（昭和42年）にも神戸支店の事業を立て直すため、三宮エリアの別の場所への移転を計画した。しかし、こちらも地元商店街が中央政界までも巻き込んで反対したため、実現に至らなかった。

### 西宮三越
兵庫県西宮市は大阪市と神戸市に挟まれた立地であり、両市はもとより、隣の尼崎市に西武百貨店つかしん店、芦屋市に大丸芦屋店、宝塚市に宝塚阪急が出店したにもかかわらず、21世紀になるまで百貨店が一切なかった。県内第3位の人口を有するため、バブル期には後に進出する阪神百貨店や阪急百貨店のほか、髙島屋による西宮マリナシティへの進出計画もあった。
当社も1992年（平成4年）6月に兵庫県再進出を狙い、西宮市の苦楽園地区（樋ノ口町）で酒造メーカー「白鷹」の社長、辰馬博男が所有する26000平方メートルの土地に計画されている商業施設への出店を申し出たことが報道された。住居専用地域のため、2，3階建ての延床面積は3万数千平方メートルの店舗となる予定だった。土地管理会社「北辰馬」は、西宮市民が百貨店を望んでいるため、高級イメージのある三越がテナントの第一候補であると考えていた。しかし、バブル崩壊などの環境の変化で当社や髙島屋の出店は実現しなかった。同市には2000年代に進出した阪神百貨店、阪急百貨店（西宮阪急）が立地しており、いずれもエイチ・ツー・オーリテイリング傘下の阪急阪神百貨店が運営している。

## 系列店政策

### 三越ジョイントバイインググループ
本来、日本の百貨店はチェーンストアとー異なり、本部集中仕入はせず、各店舗が独立して運営する形態のものだった。
1970年代、総合スーパーの台頭に対抗し、三越も中央仕入機構「三越ジョイントバイインググループ」を主催、一般向けには単純に「三越グループ」もしくは「三越提携店」と呼ばれていた。
業務提携内容は以下の3本を柱としていた。
- 三越ライセンス・ブランド品の供給
- 中元・歳暮期ギフトの共同企画・共同配送
- グループ内共通商品券・ワイシャツ券等の発行

三越の系列店政策は、同じ市場で競合しないための紳氏協定的（他百貨店グループと重複加盟をしない排他的）な要素が強く、三越は札幌、仙台、高松、松山には古くから直営店を出店していたため、これらの都市を本拠とする地方百貨店の参加はなかった。
戦略的拠点と位置づけられた一部の地域では、資本を注入し直営化を図った例もあるが、基本的には加盟店の自立を支援し、従来からの「のれん」を残したケースの方が多い。このスタンスは、ネットワーク拡大を優先しM&Aを仕掛けたダイエーやセゾングループとは大きく異なるものだった。
しかし、1990年代には日本百貨店協会の「全国百貨店共通商品券」が登場し、協会加盟百貨店であればどこでも商品券が使えるようになり、グループに加盟する意義の一角が崩れていくことになる。
また、三越自身が1995年に大丸と上記にあげた3本の業務提携を行ったり、2000年には髙島屋と物流・情報システムや用度品の共同購入を行ったり（現在はどちらも提携解消）したことによりグループの再編は加速した。
2008年の三越・伊勢丹の経営統合により、伊勢丹が中心になって主催してきたA・D・Oに加盟する企業もあったが、「三越提携（の地方）百貨店」という概念は「沖縄三越」以外に存在しなくなり、三越ジョイントバイインググループはこの時点で事実上役割を終えた。
1970年 - 1980年代の三越グループ加盟店は、以下の各店。
直営化店
- ニューナラヤ（三越千葉店、2017年閉店）
- オリエンタル中村百貨店（現：名古屋三越）
- 小林百貨店（新潟三越、2020年閉店。◇一時期：名古屋三越新潟店）
- 丸屋（後の鹿児島三越、現：マルヤガーデンズ）

資本参加店
- 岡島（甲府）：1960年代頃から業務提携。2002年業績不振からの再建のため役員の派遣など、救済的に提携を強化した。A・D・Oには非加盟。
- 一畑百貨店（松江市）：1958年、一畑電気鉄道と三越が出資して設立。A・D・Oには非加盟。

A・D・O移籍店
- さいか屋（川崎・横須賀・藤沢）：1974年、藤沢再開発ビル出店に際して合弁会社「藤沢さいか屋」を設立するも、その後三越の出資は減少。藤沢は本体に吸収合併。筆頭株主は京浜急行電鉄（京急百貨店もA・D・O加盟店）。
- 井筒屋（小倉・若松・博多・久留米・大牟田・飯塚他）／ちまきや（現：山口井筒屋）：2003年、伊勢丹の小倉進出に際し合弁会社「小倉伊勢丹」を設立し、伊勢丹系列に変更。現在は伊勢丹資本も入ってはいない。筆頭株主は西鉄。

（他に大沼がADOのまま三越と提携していた時代があった）

グループ離脱店
- 棒二森屋（函館）：1981年、ダイエーと提携してグループ離脱。ダイエー系列の中合運営を経て、2019年1月末に閉店した。
- 近鉄百貨店：阿倍野・上本町・奈良・橿原・東京/吉祥寺（2001-2005年は三越吉祥寺店）・西京都
  - 中部近鉄百貨店：四日市・名古屋
  - 京都近鉄百貨店：旧・丸物。京都・岐阜◇2007年までに全店閉店
  - 枚方近鉄百貨店：旧・ひらかた丸物◇2012年閉店
  - 和歌山近鉄百貨店：2009年より近鉄百貨店和歌山店
  - 近鉄松下百貨店：周南◇2013年閉店
  - 別府近鉄百貨店：旧・中村百貨店◇1994年閉店
  - 三交百貨店：松阪・伊勢◇2006年までに閉店

旧三越大阪店（北浜）が集客に不利なビジネス街に立地していたため、大阪ミナミのターミナルに立地し、京都・奈良・和歌山・三重といった近畿一円にネットワークを持つ近鉄流通グループは最も有力な提携先だった。1995年、三越が大丸と提携した際に提携関係が解消された。翌年の1996年、伊勢丹が阪急百貨店と提携（2007年解消）したため、A・D・O移籍という選択肢も無かった。その後、阪急百貨店などを運営するエイチ・ツー・オー リテイリングとのシステム共同開発、地方百貨店に呼びかけた通販サイト共同運営などスポット提携を行っている。

倒産により消滅
- 前三百貨店（前橋）：1985年に閉店。後継としてスズラン百貨店が加盟（A・D・Oにも重複加盟）。
- 大洋デパート（熊本・八代）：1973年倒産。
1980年代以降、上野百貨店（宇都宮）、矢尾百貨店（秩父◇旧：JMA)、梅屋（平塚◇旧：JMA）、松菱（浜松◇旧：A・D・O加盟店）、津松菱（旧：A・D・O加盟店）など、従来他系列と考えられた店も一時的に加入した。

### 救済支援店
業績悪化により破綻した企業の再生パートナーとして、従来系列外だった以下の各店とも資本提携や経営者の派遣などを行っている。
- うすい百貨店（郡山◇無系列）：2003年資本提携。2005年産業再生機構から株式の譲渡を受け、持分法適用会社となった。A・D・Oには非加盟。資本提携してから日本百貨店協会に加盟。
- まるみつ百貨店（旧：諏訪丸光◇旧：A・D・O加盟店）：2004年三越が支援するも、2011年閉店。

### イオン系百貨店とのコラボレーション
ジャスコ（現：イオン）傘下となった百貨店と中元・歳暮期のギフト商品を「共同企画」と銘打って販売促進も行っているが、「三越グループ店」としてはカウントしていない。近年、イオンは百貨店事業からは撤退する意向でもある。
- ボンベルタ百貨店（成田） ：1990年に設立。百貨店協会非加盟店。
- ボンベルタ伊勢甚（水戸・日立）：ボンベルタの母体となった企業だが、2005年までに全店閉店し百貨店業を廃業した。
- ボンベルタ橘（宮崎）：百貨店協会離脱店。2007年にイオングループを離脱し、2021年にドン・キホーテ傘下となりドン・キホーテを核店舗とする商業施設に業態転換した。
- 中三（青森など）：2009年にイオングループを離脱した。2011年に倒産後、百貨店協会を退会して経営再建中。

## POSシステム
- POSシステムは現在、大半は日本NCR製に切り替わっているが、一部で富士通製を併用。
- 2010年3月31日に通常よりも早く閉店したのは、POSシステムを富士通製からNCR製に入れ替える作業を全国一斉に行ったためである。

2018年4月現在、全国の三越がNCR製から富士通製に戻している。
三越伊勢丹システム・ソリューションズが4U Applicationsとオープンリソースとともに開発し、内製化した、新POSシステムの導入が検討されている。（2022年5月現在、イセタンミラーやラシックに先行して導入されている。）

## テレビ番組
- 日経スペシャル ガイアの夜明け デパート攻防 三越VS伊勢丹 〜個性化戦略で百貨店の復権なるか〜（2004年10月19日、テレビ東京）[94]。